# Opel Rekord
Opel Rekord (ˈoːpəl rəˈkord) — семейство западногерманских среднеразмерных/полноразмерных автомобилей, выпускавшихся подразделением корпорации General Motors Opel с 1957 по 1986 год. Всего за этот период времени было построено восемь поколений Opel Rekord.
В модельном ряду он занимал промежуточное положение — между малолитражной моделью Opel Kadett (с 1962) и большим Opel Kapitän, позднее — Opel Admiral, Opel Diplomat и Opel Senator. С 1953 по 1957 год также выпускался вариант автомобиля Opel Olympia под названием Opel Olympia Rekord.

## Rekord Р1
13 августа 1957 года на Франкфуртском автосалоне был представлен Opel Olympia Rekord P (Слово «Olympia» сохранялось в названии в течение первых двух лет производства). Литера «P» в названии указывала на панорамное остекление по американскому образцу, впервые применённые в европейском автомобиле.
Rekord первого поколения представлял собой продукт глубокой модернизации Olympia Rekord. Автомобиль получил слегка увеличенный кузов абсолютно новой формы с панорамными стёклами и большим количеством хромированных деталей в американском стиле, напоминающий модели GM северо-американского рынка — Chevrolet и, в особенности, Buick. Собственно, в американских странах, на которых присутствовал бренд Buick, Rekord продавался и обслуживался через дилерскую сеть Buick.

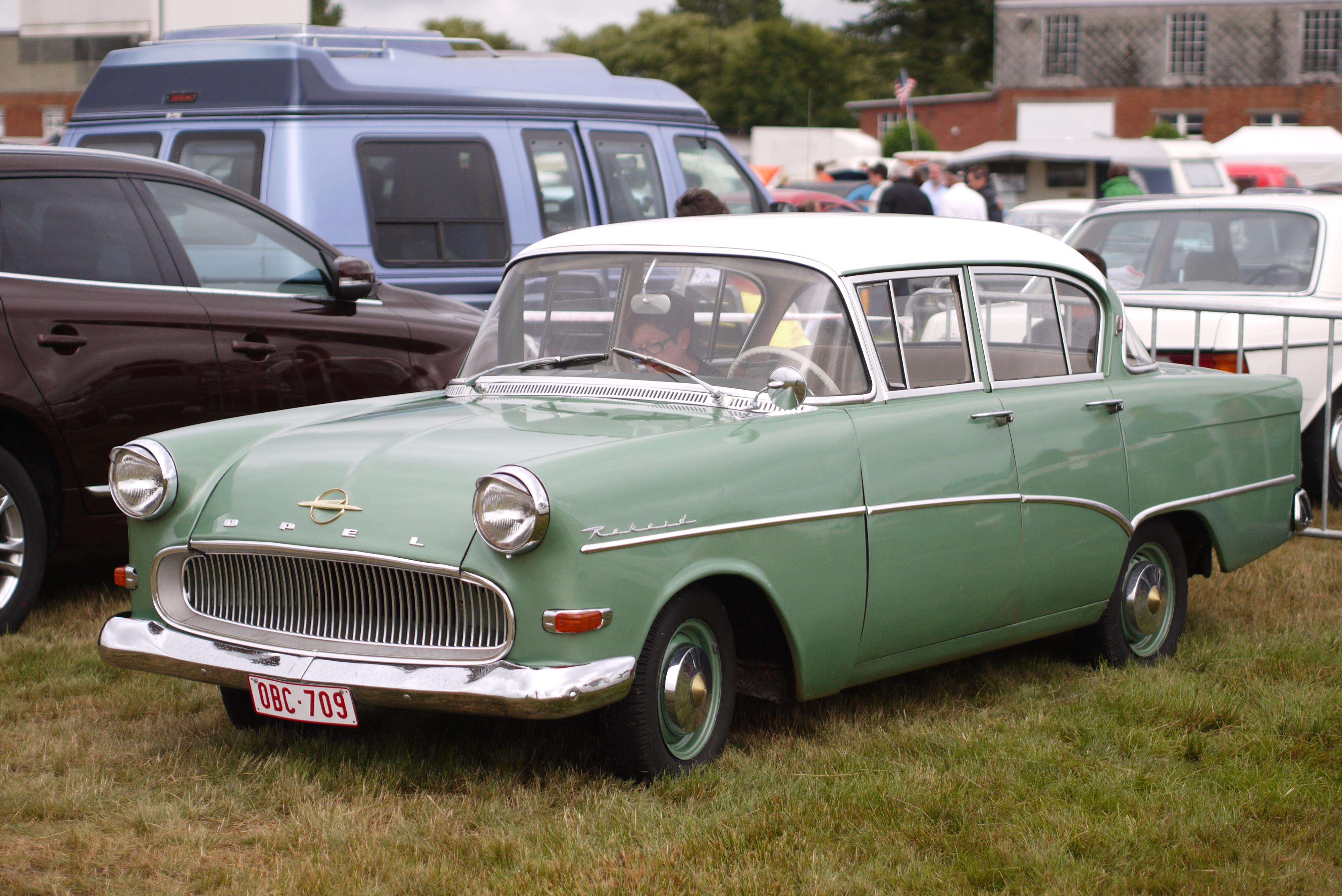
4-х дверный седан
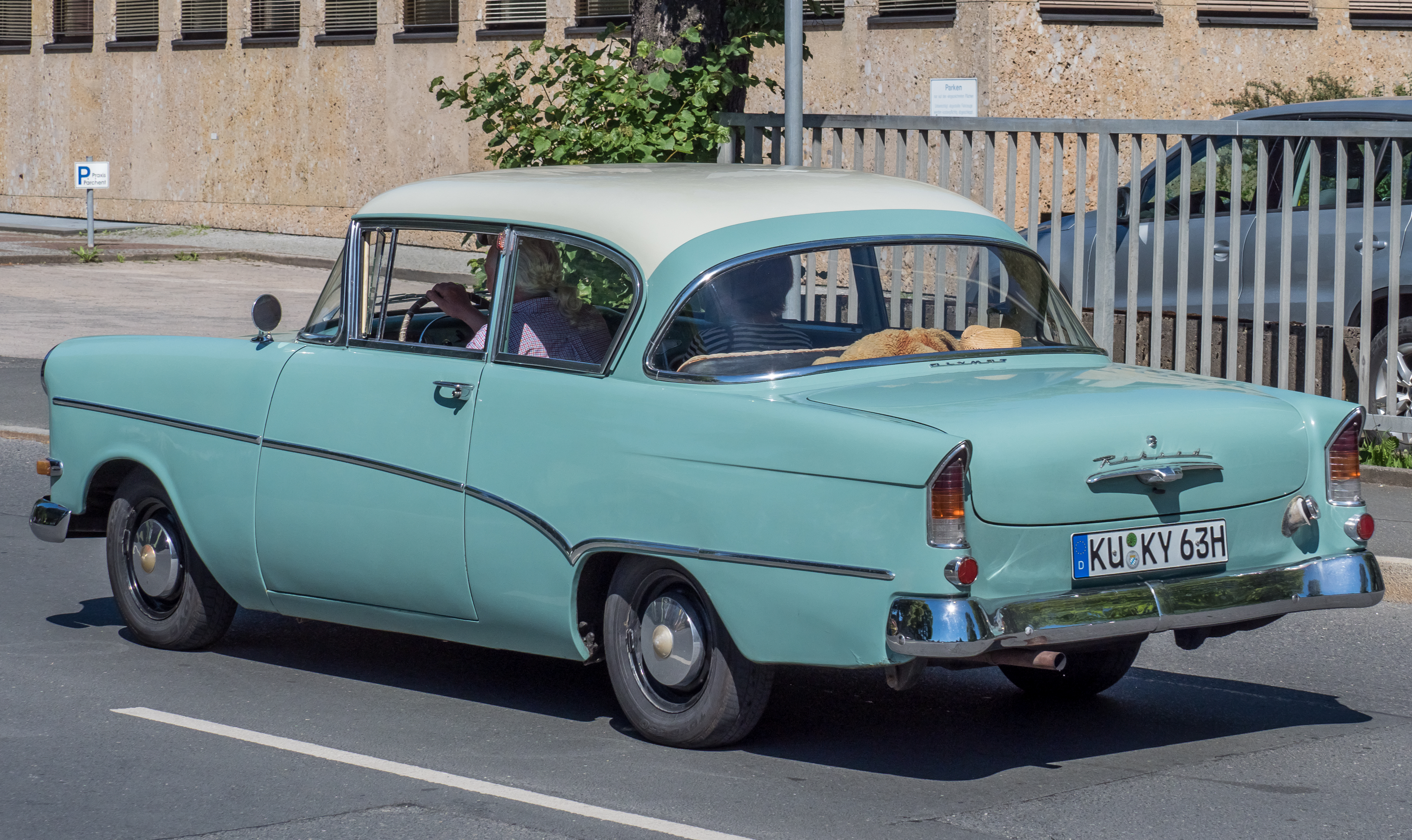
2-х дверный седан сзади
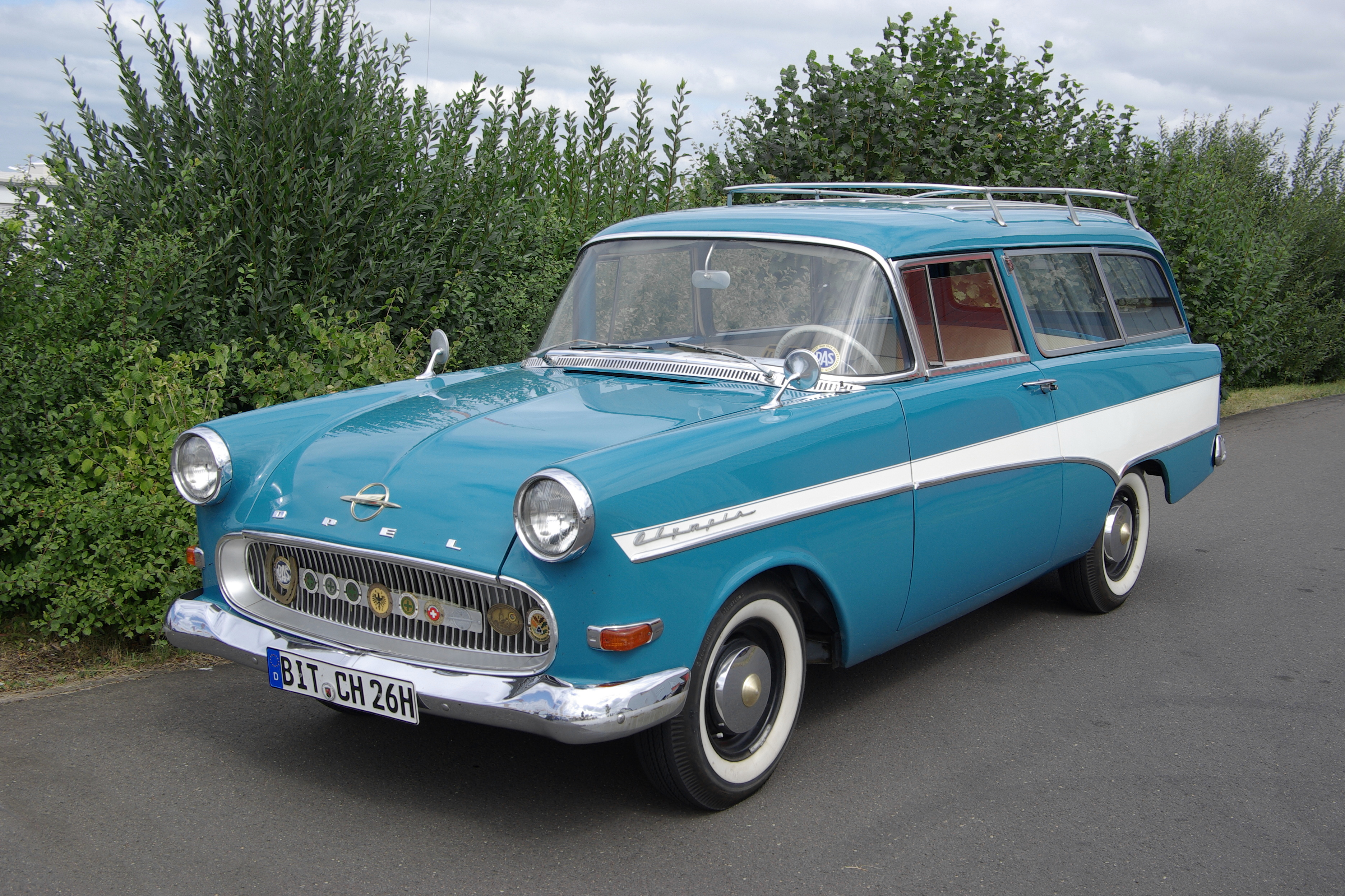
Opel Rekord CarAvan
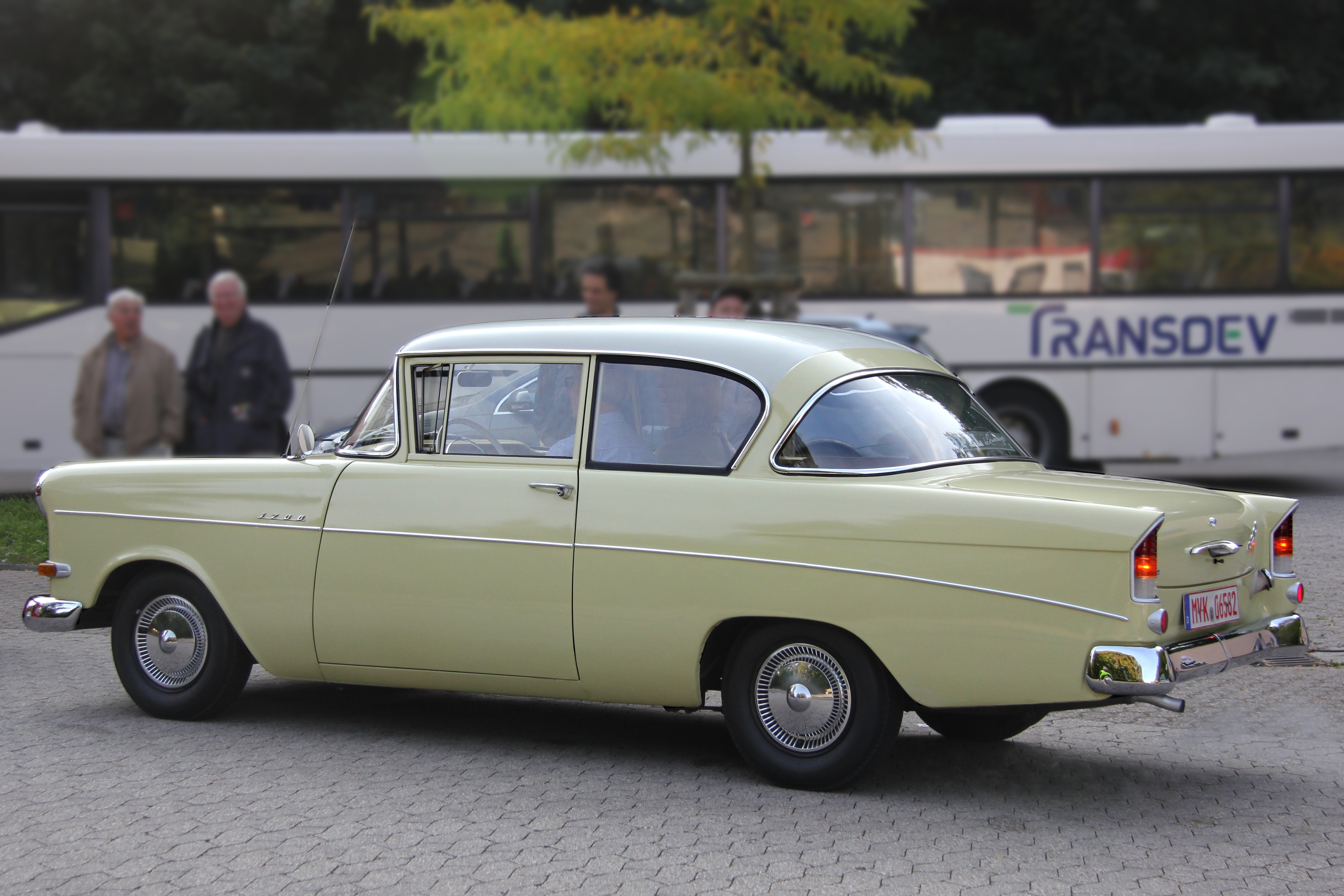
Opel 1200
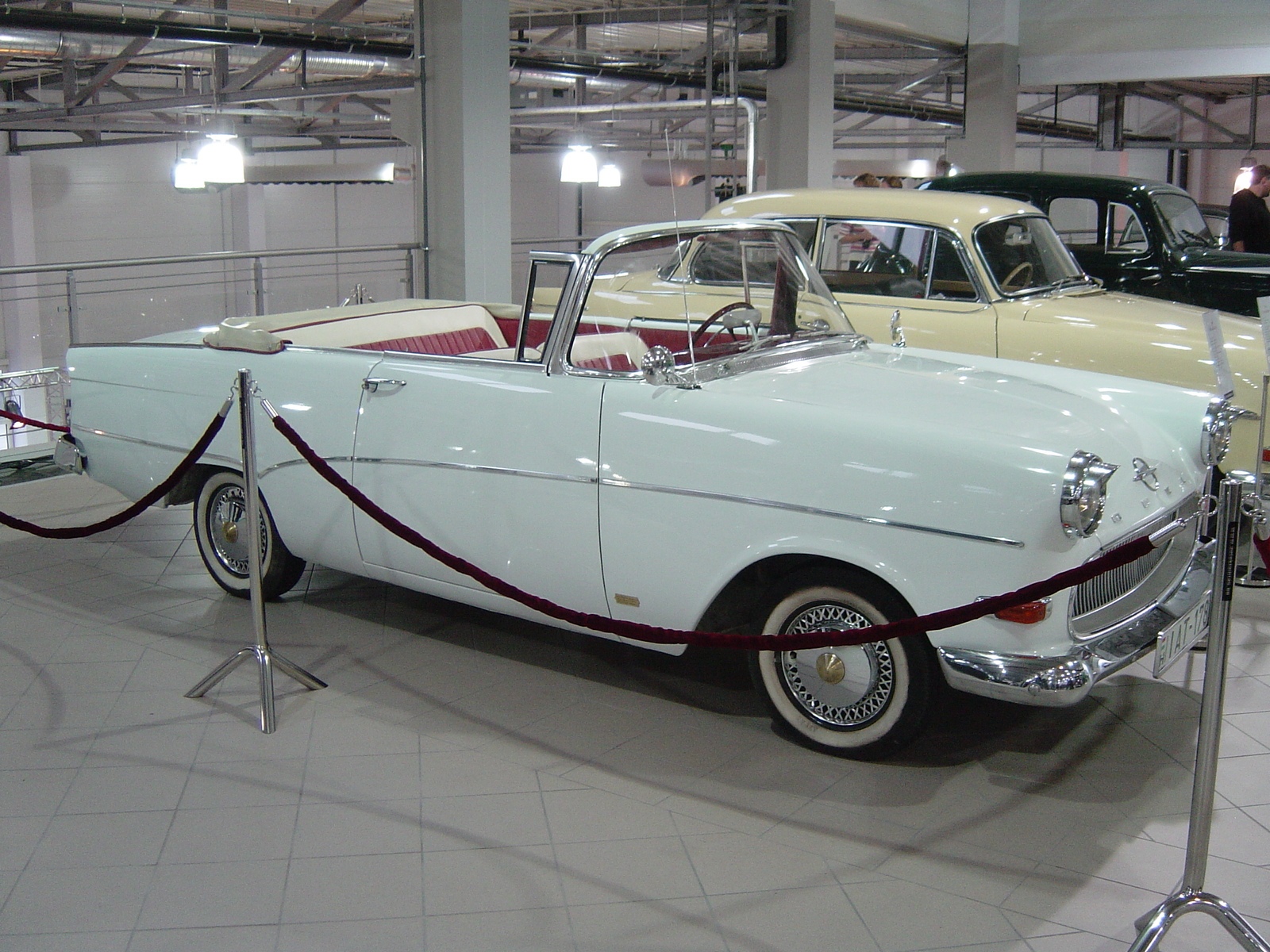
Кабриолет

### Техника
Новый автомобиль получил новую переднюю подвеску с отрицательным развалом и новую рулевую систему, включающую в себя новую рулевую трапецию.
В отличие от современного кузова, четырёхцилиндровый двигатель объёмом 1,5 л. с водяным охлаждением и механизмом OHV почти не изменился со времён выпуска Opel Olympia ещё в 1937 году. Заявленная мощность при запуске не изменилась по сравнению с предыдущей моделью — 45 л. с. (33 кВт) при 3900 об/мин. Однако с июля 1959 года степень сжатия была увеличена, так что двигатель 1,5 выдавал уже 50 л. с. (37 кВт). Производились версии с крупный двигатель объёмом 1,7 л., развивавший 55 л. с. (40 кВт) при 4000 об/мин.
Коробка передач была трёхступенчатой механической, управляемая с помощью подрулевого рычага передач. Коробка передач была заимствована у Opel Olympia Rekord последних лет выпуска, которая уже имела полностью синхронизированную коробку передач.

### Версии
До 1959 года автомобиль существовал в двух комплектациях — базовая модель называлась Opel Olympia, а версия с улучшенным оформлением — Olympia Rekord. Технически это был один автомобиль с 1488-кубовым 45-сильным двигателем. Выбор кузовов включал в себя двухдверный седан, трёхдверный универсал (Car-A-Van), фургон. Цена в ФРГ составляла от 5,785 до 6,845 DM.
В 1959 году выпуск Olympia был прекращён, а её место в модельном ряду заняла модель Opel 1200 с новым 1,2-литровым двигателем (1196 см³, 40 л. с.) — её стоимость составляла 5,935 марок. Базовый Rekord стоил от 6,545 до 7,110 дойч-марок. Обе модели — и 1200, и базовый «Рекорд» — были модернизированы, появились электрические стеклоочистители (были пневматические), панель приборов получила мягкую обивку для безопасности, замок зажигания был перенесён, чтобы обезопасить колено водителя. Был начат выпуск четырёхдверного седана.
Было выпущено всего около 307,000 Rekord PI и 67,952 экземпляров модели 1200, причём Opel 1200 выпускали до декабря 1962 года, уже после окончания выпуска Рекорда этого поколения. В 1959-60 годах фирма Autenrieth в городе Дармштадте выпускала свои версии купе и кабриолетов на базе двухдверного седана Rekord P1, в очень незначительных количествах. Однако цена купе составляла DM 9,380, а кабриолета — DM 11,180, что не добавляло им популярности.
В 2003 году была выпущена почтовая марка с изображением Opel Olympia Rekord P1.

## Rekord Р2
Rekord P2 пришёл на смену поколению P1 в 1960 году. Новый P2 следовал модным тенденциям 1960-х годов: решётка радиатора стала намного шире, а хвостовые плавники стали почти незаметны — всё это сделало P2 более европейским, нежели американским автомобилем. Лобовое стекло перестало быть панорамным, что позволило расширить передние двери, сделав доступ в салон для водителя и пассажира более комфортным.

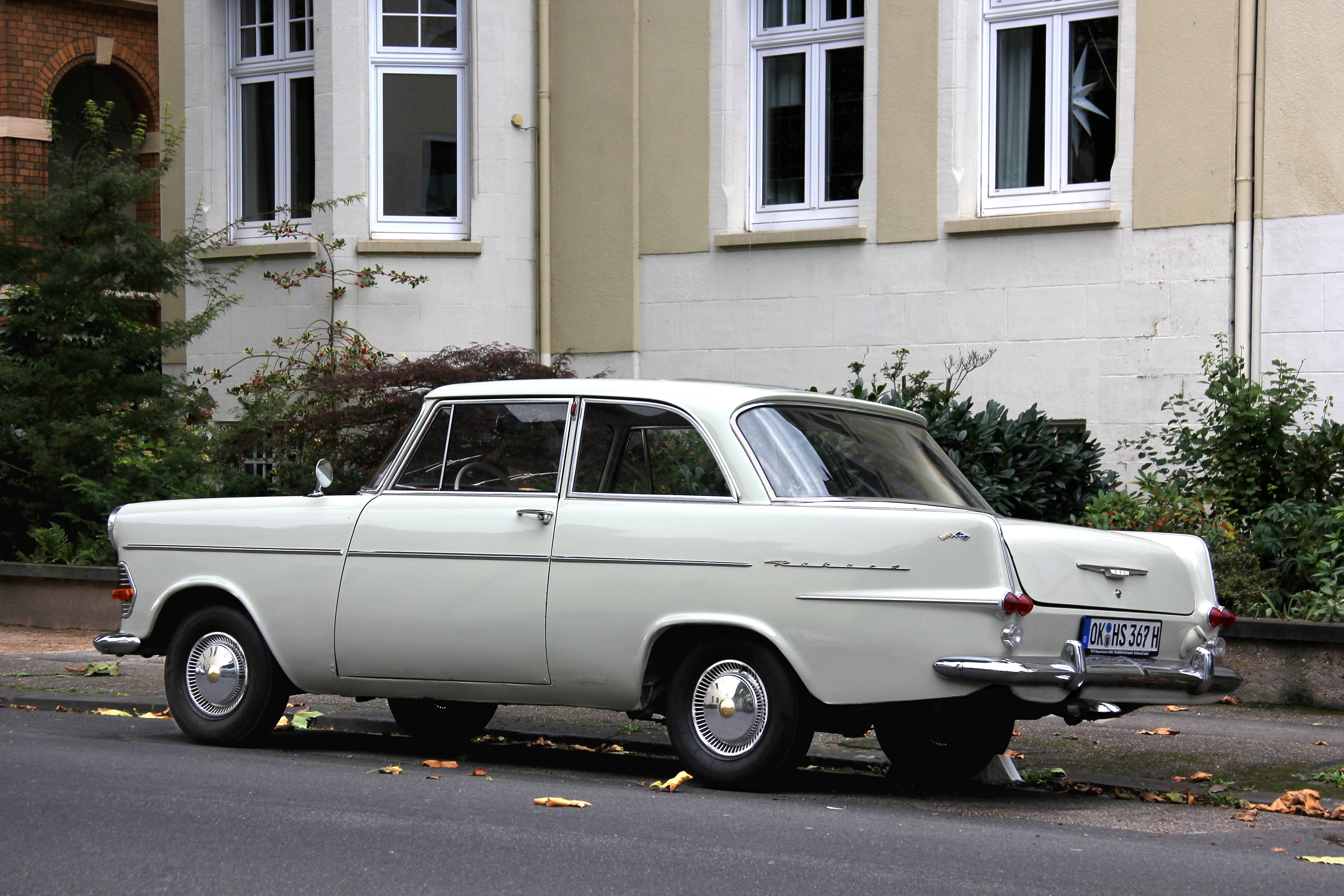
Opel Rekord P2 сзади

Несмотря на современный кузов, на Rekord продолжал устанавливаться морально устаревший довоенный 1,5-литровый двигатель, форсированный в 1959 году до 50 л. с. при 3900 об/мин. Этот двигатель оставался основным для Rekord P2 на протяжении всего его производства.
В качестве допоборудования были доступны четырёхступенчатая коробка передач (с весны 1962 года), печка, раздельные откидывающиеся сиденья, декоративные колпаки на колёса, хромированная выхлопная труба и многое другое. Стоимость P2 в полной комплектации составляла 7935 марок, в то время как четырёхдверный седан в базовой комплектации стоил 6960 марок.

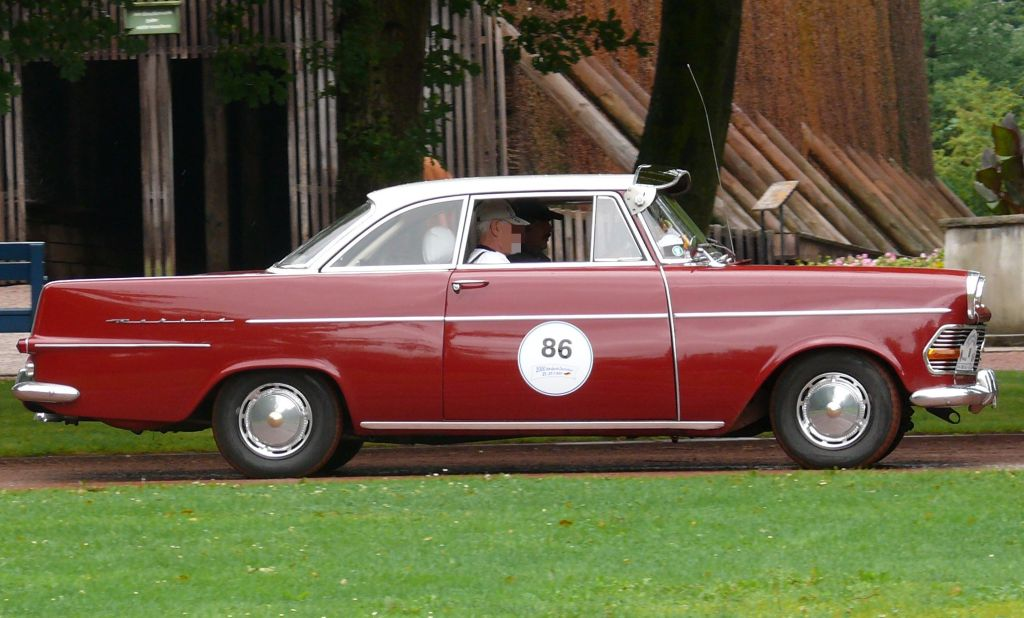
Opel Rekord P2 Coupé

С августа 1961 года появилась в продаже версия с кузовом купе, от двухдверного седана она отличалась иной линией крыши (fasttop, то есть закруглённая над задними сидениями крыша; вместимость автомобиля при этом оказалась фактически 2+2, так как такая форма крыши ограничивала пространство над задними сидениями).
Кроме того, с июня 1962 года стала доступна люксовая версия «L», оснащённая 1680-кубовым двигателем 1700 S с увеличенной степенью сжатия (60 л. с.).
Дармштадтское кузовное ателье «Autenrieth» занималось постройкой купе и кабриолетов на базе Rekord P2, однако с 1961 года купе появилось как серийный тип кузова на заводе в Рюссельсхайме.

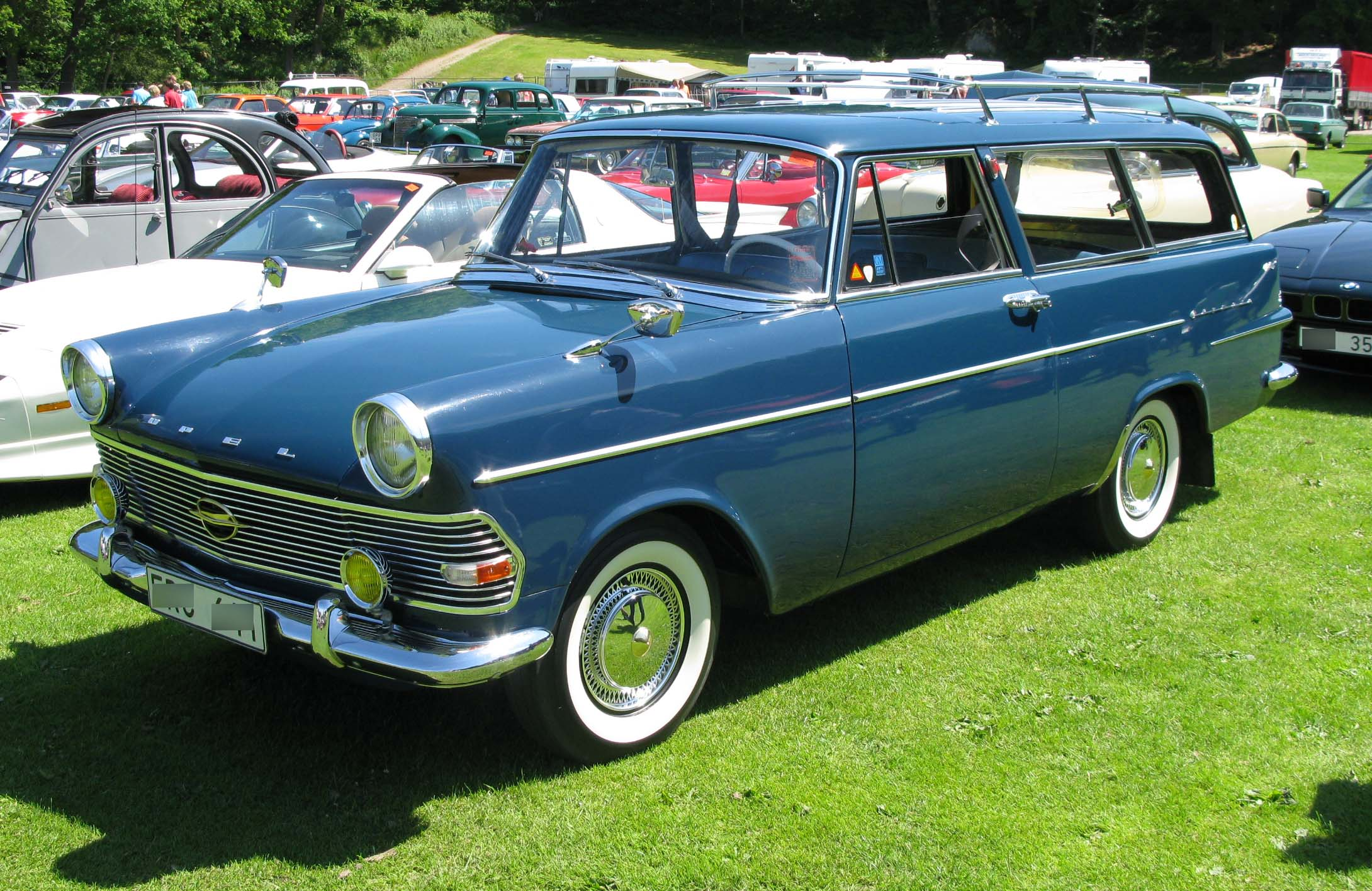
Opel Rekord P2 Caravan

Автомобили поздних выпусков могли иметь устанавливаемую по заказу четырёхступенчатую механическую трансмиссию вместо стандартной трёхступенчатой. Часть машин комплектовалась автоматическим сцеплением «Olymat» от фирмы «Fichel & Sachs».
На Opel Rekord P2 стоял ленточным спидометр, шкалы которого разделены на цвета в зависимости от скорости автомобиля: зелёная зона до 50 км/ч, оранжевая до 100 км/ч, красная свыше 100 км/ч. Это решение упрощало для водителя контроль скорости, особенно в городском трафике.
Rekord P2 с правым рулём собирался на предприятии General Motors S. A. в ЮАР.
Rekord P2, как и его предшественник, был одним из самых продаваемых автомобилей Западной Германии. Вместе с производством P2 происходил экономический подъём, который стимулировал рост автомобильного рынка в Западной Германии. В течение всего периода производства с лета 1960 года по февраль 1963 года на заводе Opel было построено 787 684 Opel Rekord P2.

## Rekord A
Третье поколение. Дизайн нового Rekord был разработан в техническом центре General Motors в Уоррене, штат Мичиган и вобрал в себя много общего от новой модели GM — Chevrolet Chevy II (в серии с 1962). Он был немного короче Rekord P2, но и шире своего предшественника с удлинённой на 10 см колёсной базой. Новый Rekord A выглядел значительно современнее и спортивнее, чем его предшественник, хотя имел те же узлы и агрегаты.
Линейка кузовов включала двух- и четырёхдверный седан, двухдверные универсал, фургон и купе.
Rekord A в кузове купе был разработан немецкими инженерами на основе североамериканского дизайна седана. В купе было сильно «скрадено» пространство у задних пассажиров, что позволило сделать кузов более стильным и обтекаемым.
На базе купе Rekord A кузовными ателье «Autenrieth» и «Karl Deutsch» осуществлялась перестройка под заказ в кузов кабриолет.

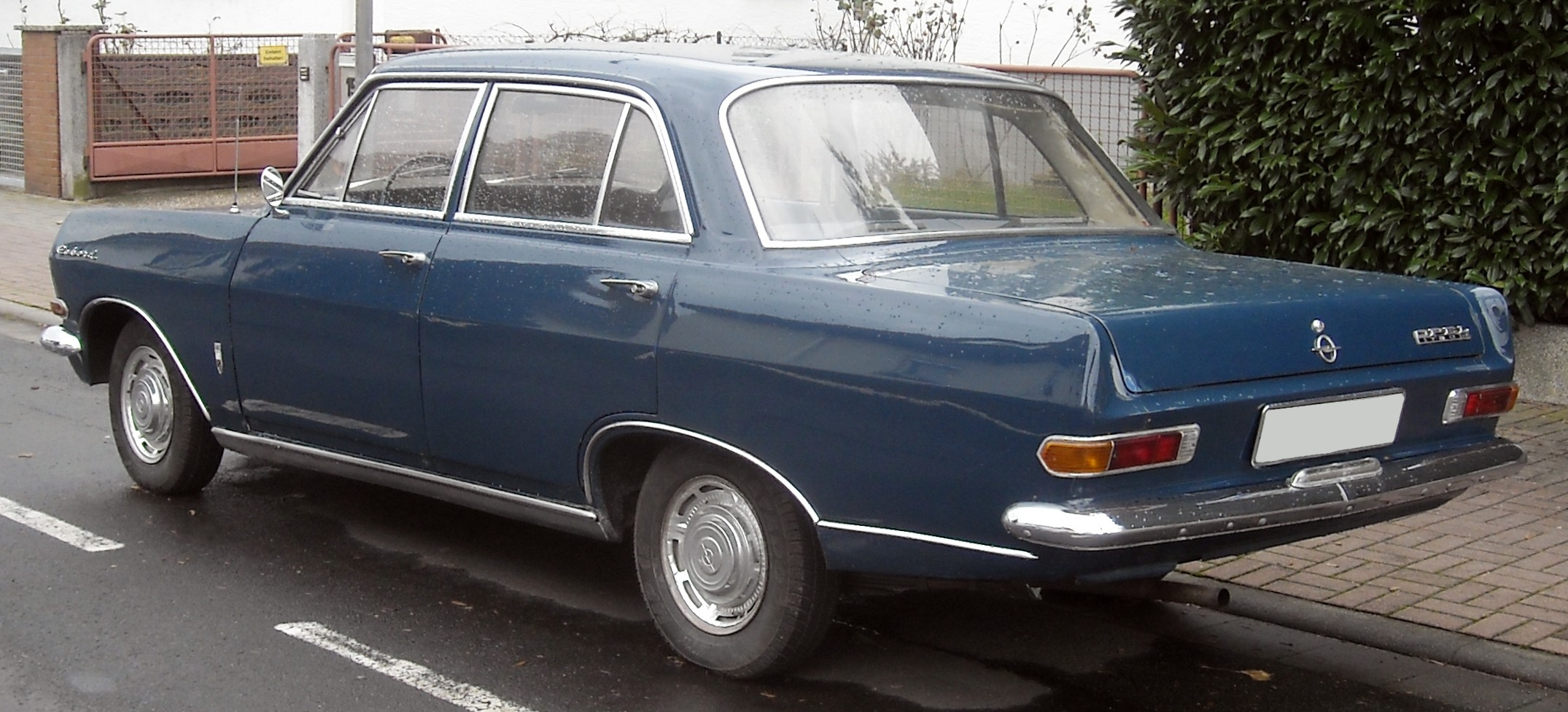
4-х дверный седан сзади
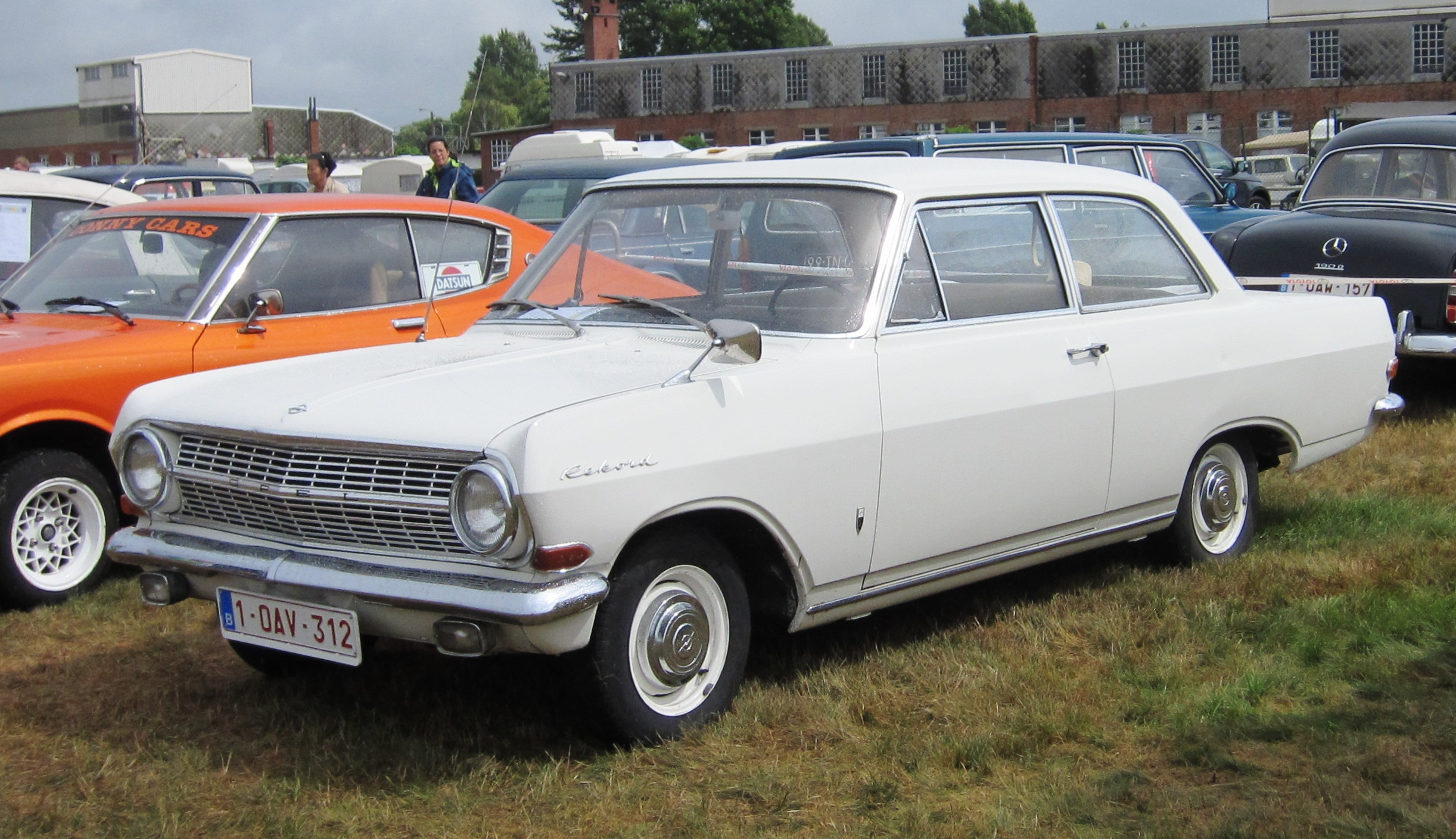
2-х дверный седан
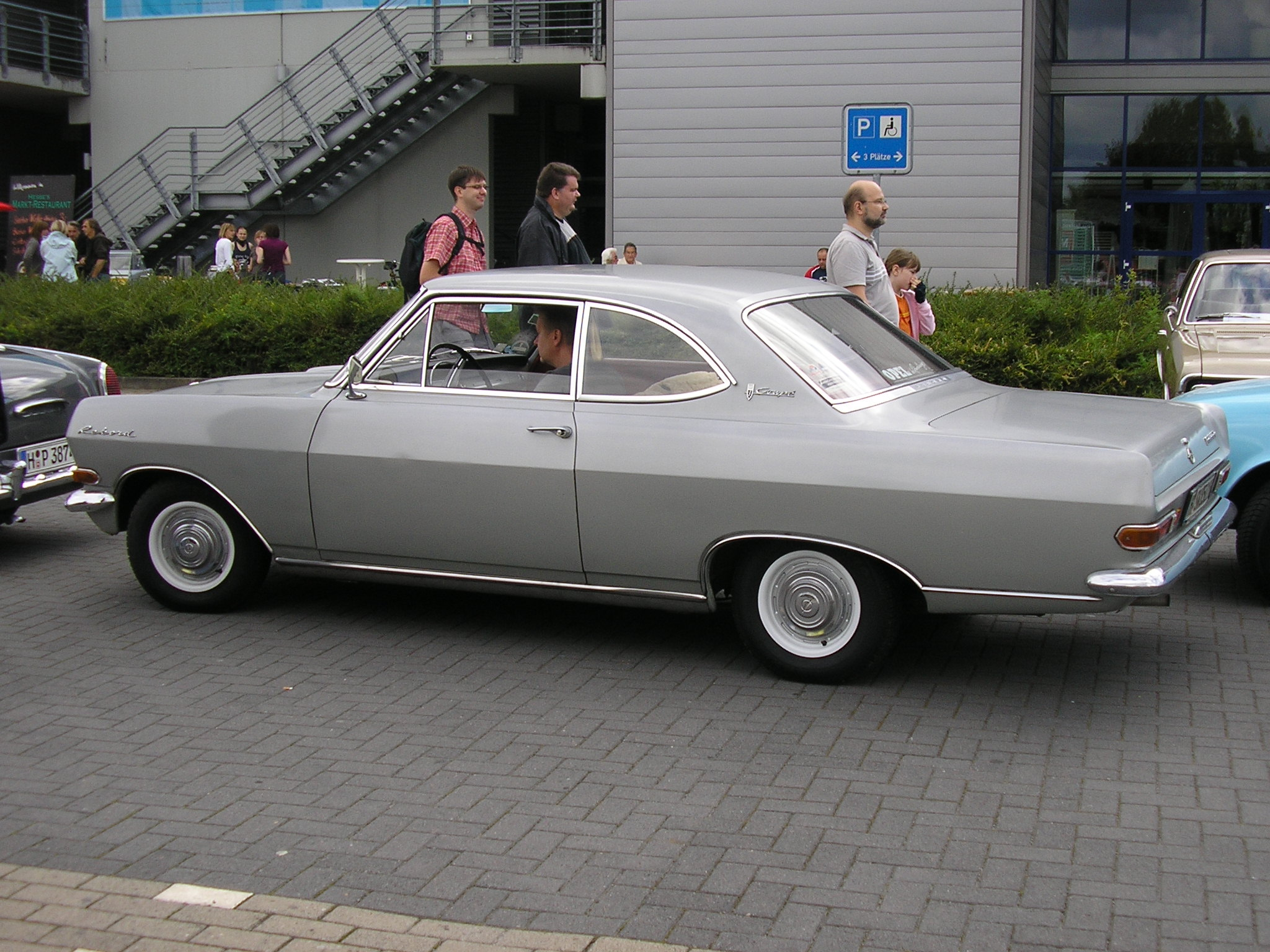
Купе
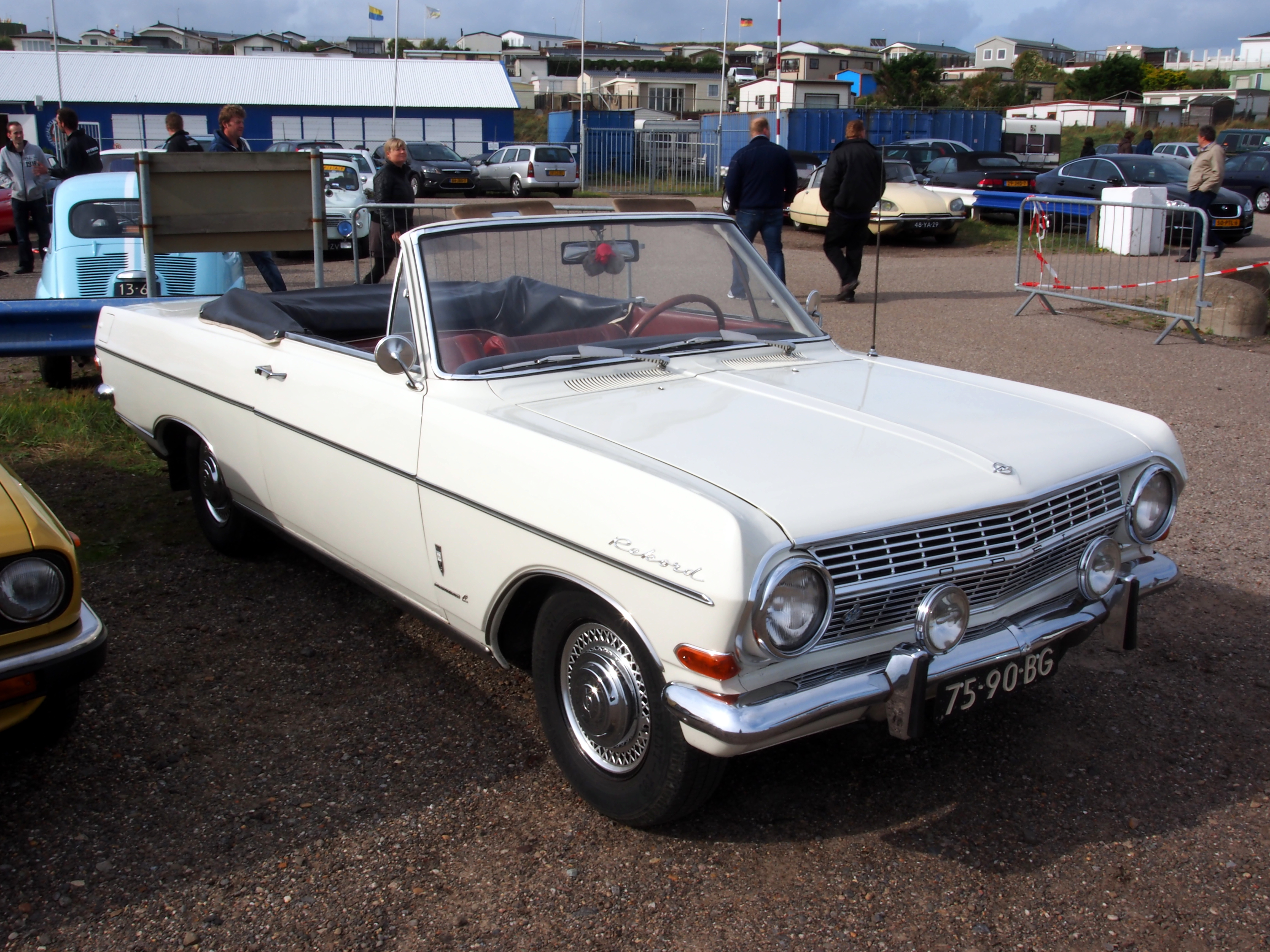
Кабриолет от «Karl Deutsch»
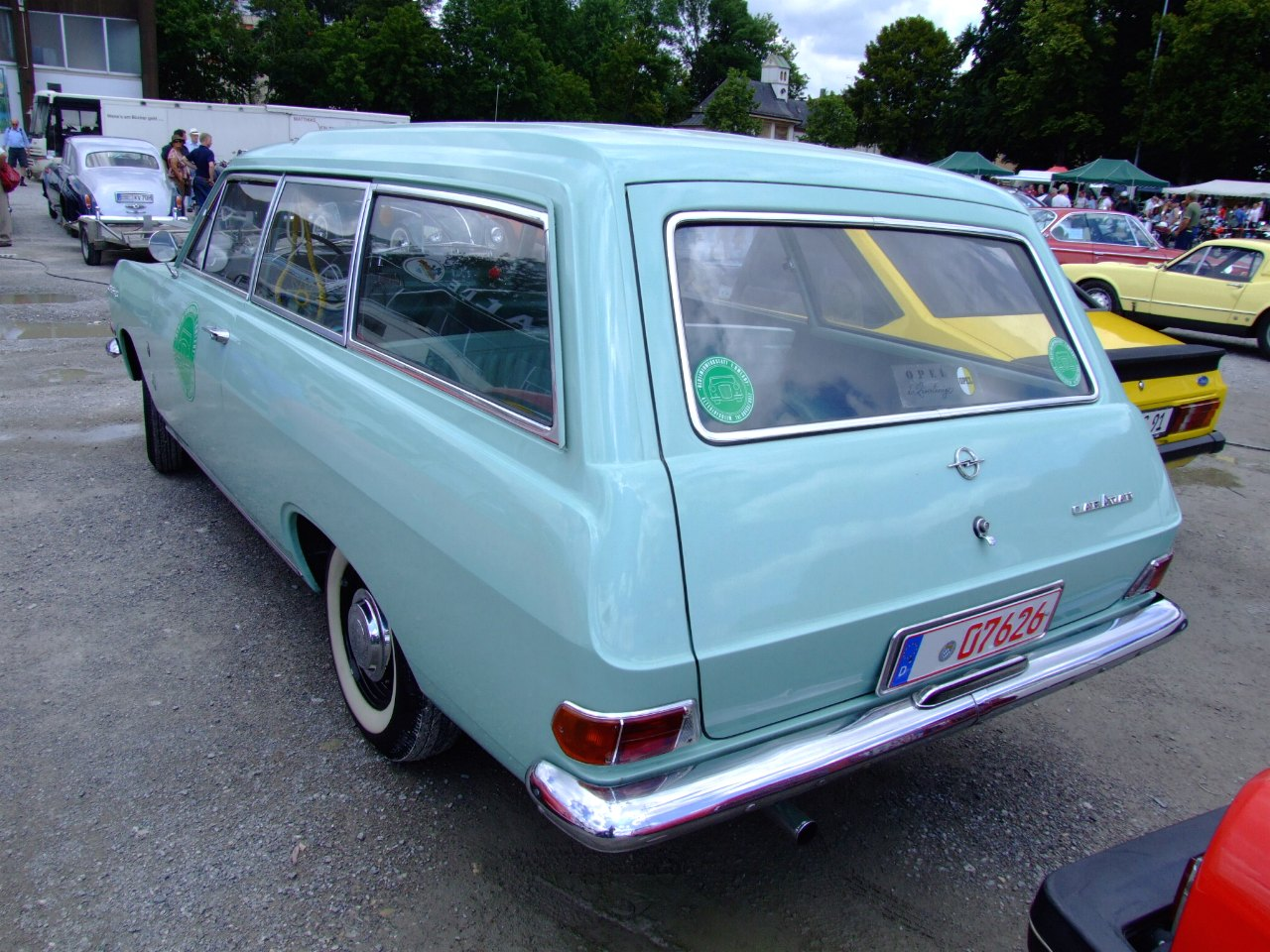
3-х дверный универсал
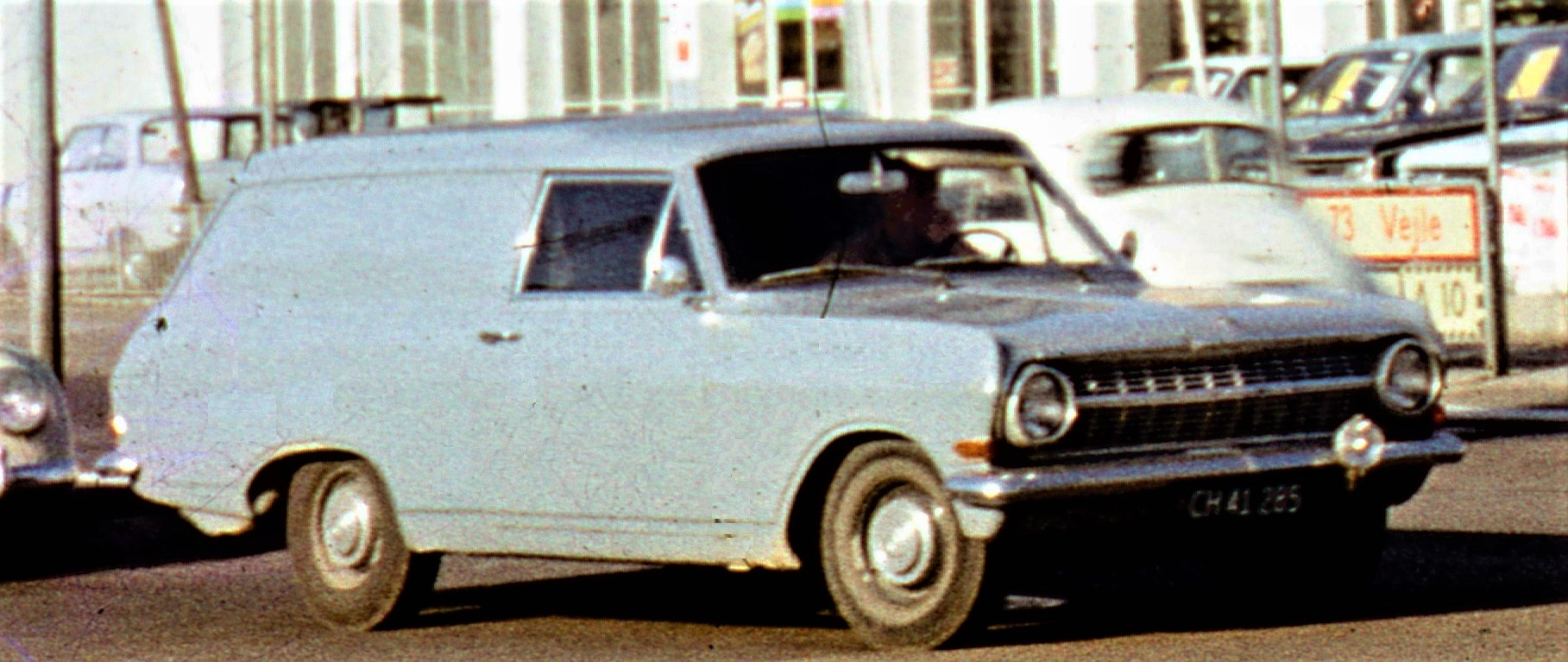
фургон

Традиционно устанавливался двигатель 1,5 л., который с повышенной степенью сжатия выдавал уже 55 л. с. (40 кВт). Другой четырёхцилиндровый двигатель 1,7 л., устанавливаемый с 1959 года на Rekord P1, предлагался как дополнение с мощностью 60 л. с. (44 кВт). В версии 1700s этот же двигатель с повышенной степенью сжатия 8,0 выдавал уже 67 л. с. (49 кВт).
С марта 1964 года на Rekord A стали устанавливать также шестицилиндровый двигатель 2,6 л., 100 л. с. (74 кВт). Такой же двигатель появился и на Opel Admiral и Kapitän.
Цена в ФРГ составляла от 6,830 до 9,370 марок; в качестве опций предлагались: передние дисковые тормоза: + DM 200; четырёхскоростная МКПП с напольным рычагом: + DM 180. Было выпущено 885,292 экземпляров. Кроме того, кузовное ателье Karl Deutsch из Кёльна в очень небольших количествах изготовляло кабриолеты с двигателями 1700 S или 2600, стоили они соответственно 11,765 и 13,060 марок.

## Rekord B
Rekord B являлся переходной моделью, так как Opel готовился к запуску совершенно нового автомобиля. Несмотря на то, что разработка новой моторной линейки была фактически завершена, перспективный кузов был ещё не завершён. Поэтому Rekord B по существу являлся тем же самым Rekord A, пережив лишь небольшой рестайлинг, преимущественно сводившийся к оформлению оконечностей кузова. Передок получил прямоугольную оптику, а сзади устанавливались круглые фонари.
Предыдущие поколения Rekord, хоть и имели современные формы кузовов, однако оснащались четырёхцилиндровым двигателем, производившимся с 1937 года. Уже к середине 1960-х годов старый двигатель воспринимался как архаичный и морально устаревший, поэтому на Rekord B он был заменён. В отличие от предыдущих Rekord, именно это поколение впервые получило новые верхневальные двигатели — 1500, 1700 S и 1900 S — мощностью соответственно 60, 75 и 90 л. с. Тем не менее, эти двигатели не имели полноценной конструкции OHC, так как распредвал располагался ниже верхних точек клапанов цилиндров. Такая конструкция с распредвалом в головке блока цилиндров была разработана корпорацией General Motors в Детройте и называлась CIH (англ. Camshaft In Head).
Моторная гамма Rekord B с двигателями конструкции CIH позволила компании Opel увеличить крутящий момент и стала основой для всех моделей Opel вплоть до конца 1990-х годов.

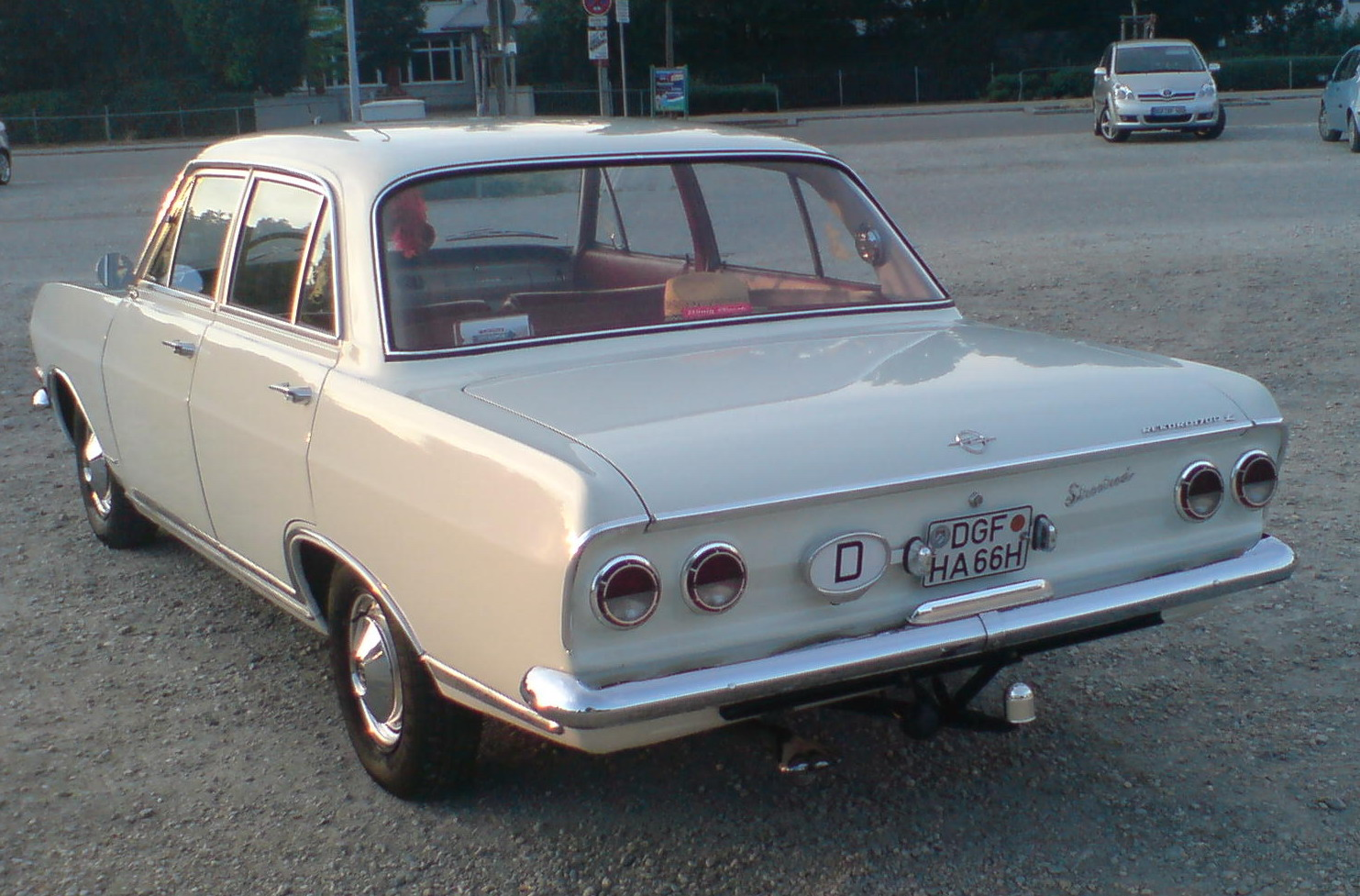
4-х дверный седан сзади
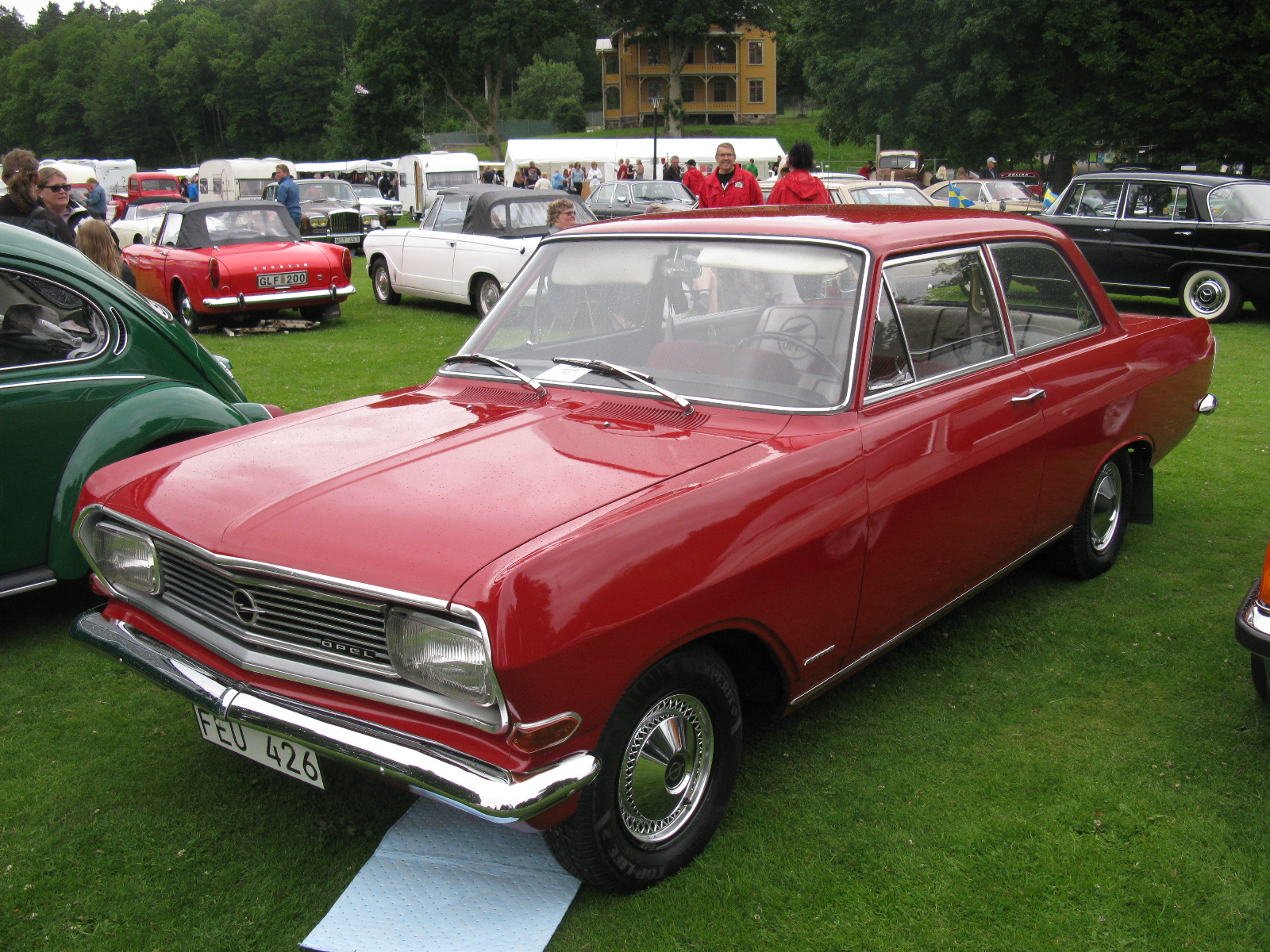
2-х дверный седан
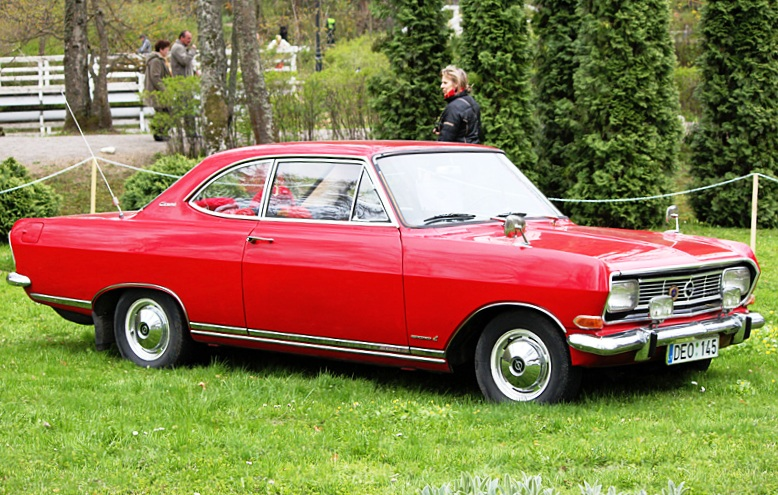
Купе
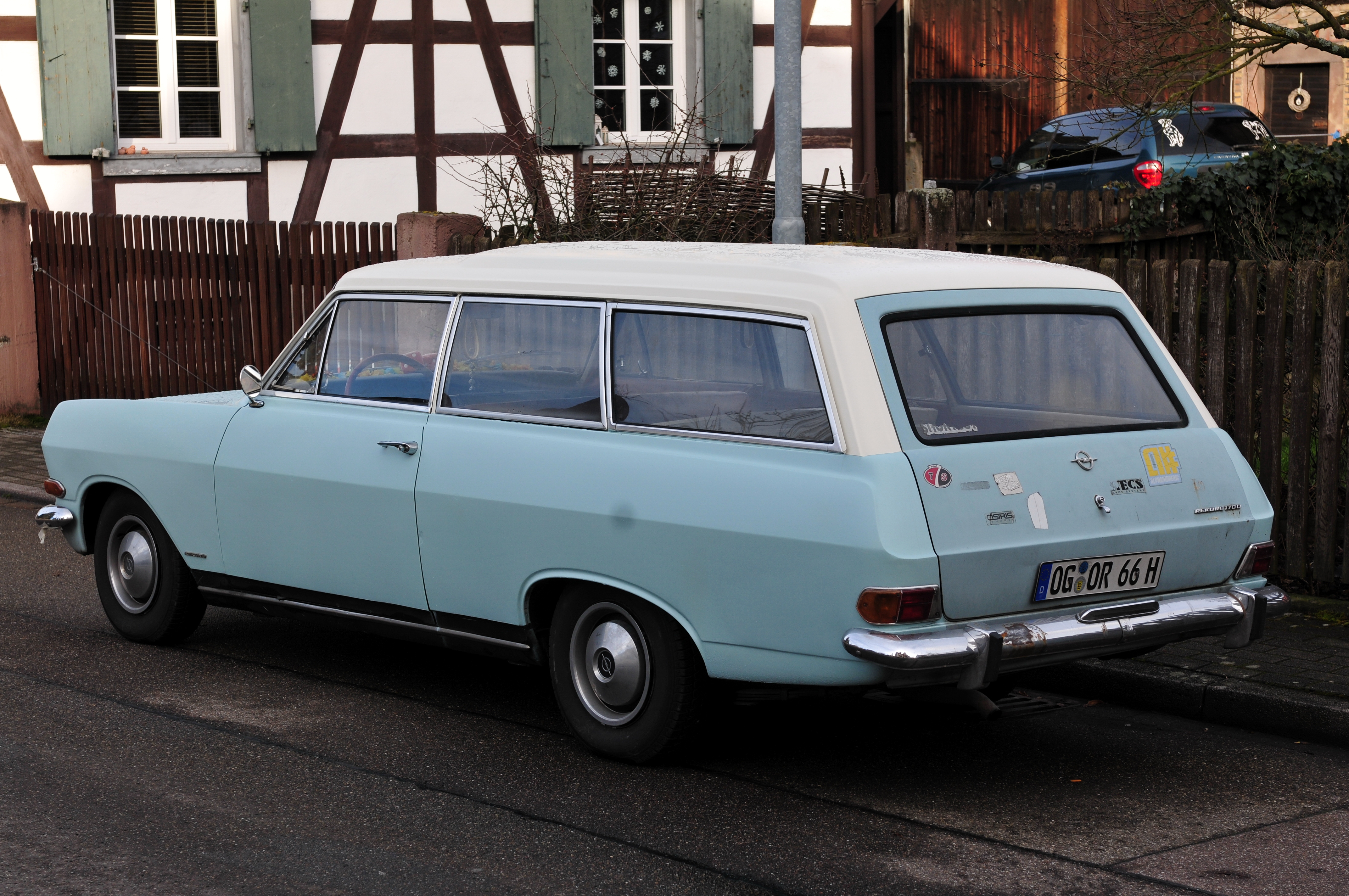
3-х дверный универсал

Были доступны те же типы кузовов, что и у предшественника. По-прежнему наиболее продаваемым был седан, двух и четырёхдверный. Универсал производился только с тремя дверями, однако в то время многие автопроизводители перешли на компоновку кузова с задними дверьми для пассажиров сзади.

В ФРГ автомобиль стоил от 6,980 до 9,570 марок; из опций предлагались: усилитель тормозов: + DM 95, автоматическая коробка передач: + DM 950; четырёхступенчатая механическая коробка передач: + DM 95. Было выпущено 296,771 экземпляров.

## Rekord C
Новое поколение C пришло на смену предыдущему поколению в 1966 году. Колёсная база была на 6 см длиннее предшественника, а автомобиль был практически на 6 см шире, чем Rekord B.
Пятое поколение было наиболее коммерчески успешным за всю историю марки — 1,276,681 проданный экземпляр. Покупателей привлекали надёжность, просторный салон и стильный дизайн в американском духе.

### Кузов
Новый Rekord, как и автомобиль предыдущего поколения, имел много разных заводских типов кузова. Наиболее распространёнными были автомобили в кузове 2-х и 4-х дверный седан. Помимо трёхдверного универсала «Kombi», впервые в линейке Opel появился пятидверный универсал. На базе универсала предлагался трёхдверный фургон, отличавшийся от универсала задними фальш-окнами.
В 1967 году в серийное производство был запущен Rekord в кузове купе. Стилистически новое купе являлось отсылкой к популярным в то время в США «мускул-карам» и было больше похоже на фастбэк-хардтоп, нежели на купе. Купе не имело дверных рамок и средней стойки кузова.

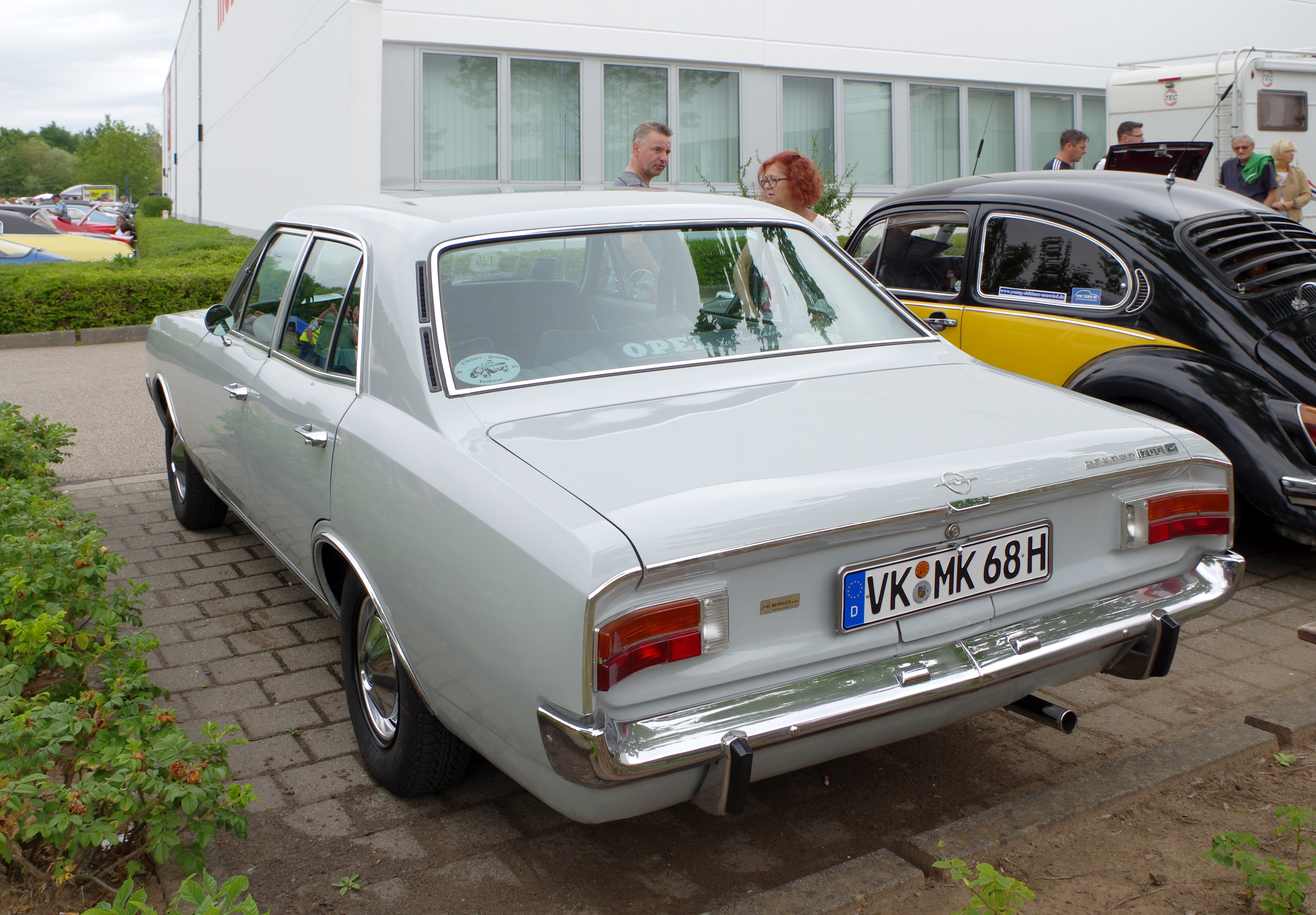
4-х дверный седан сзади
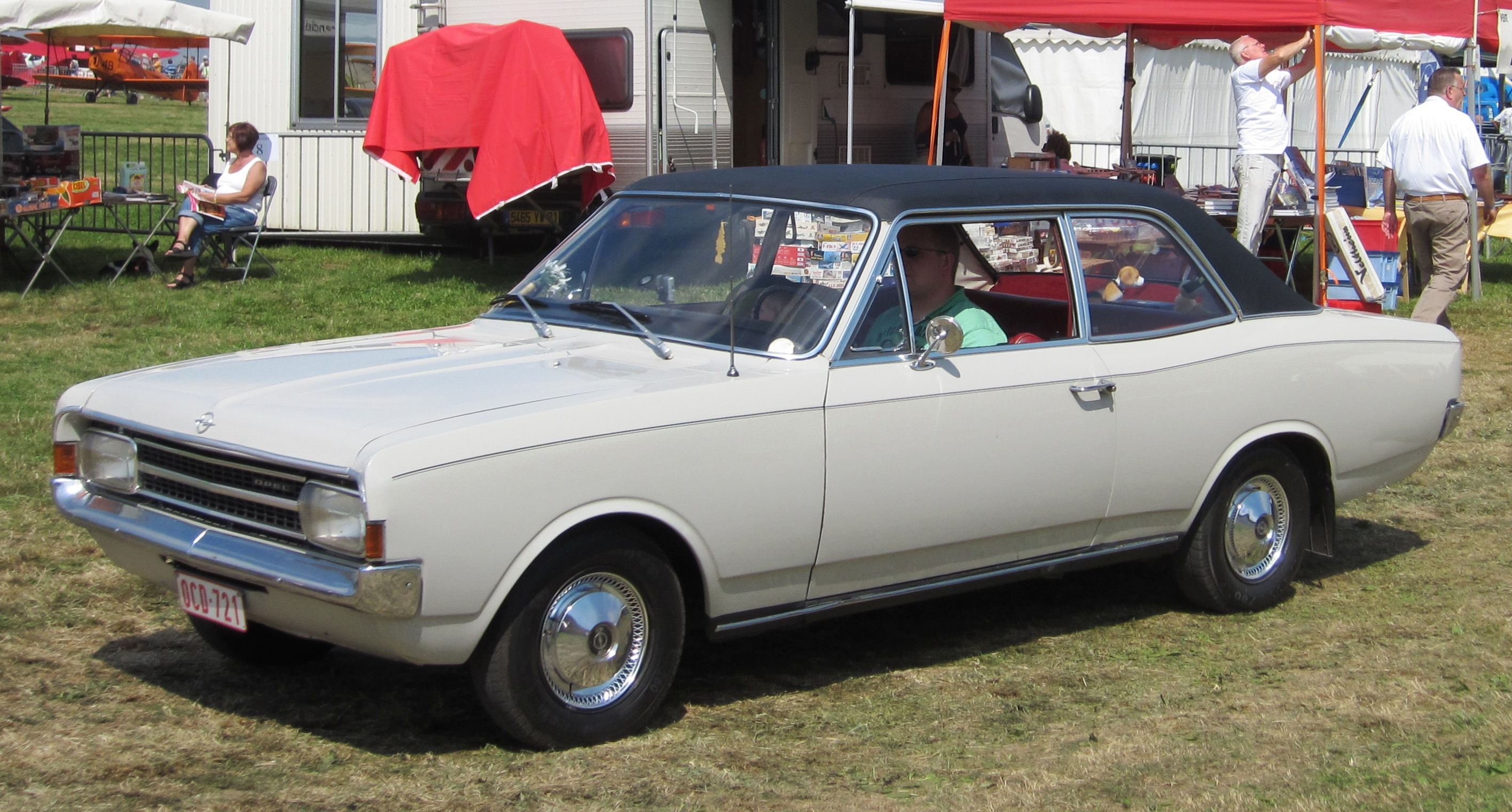
2-х дверный седан с виниловой крышей
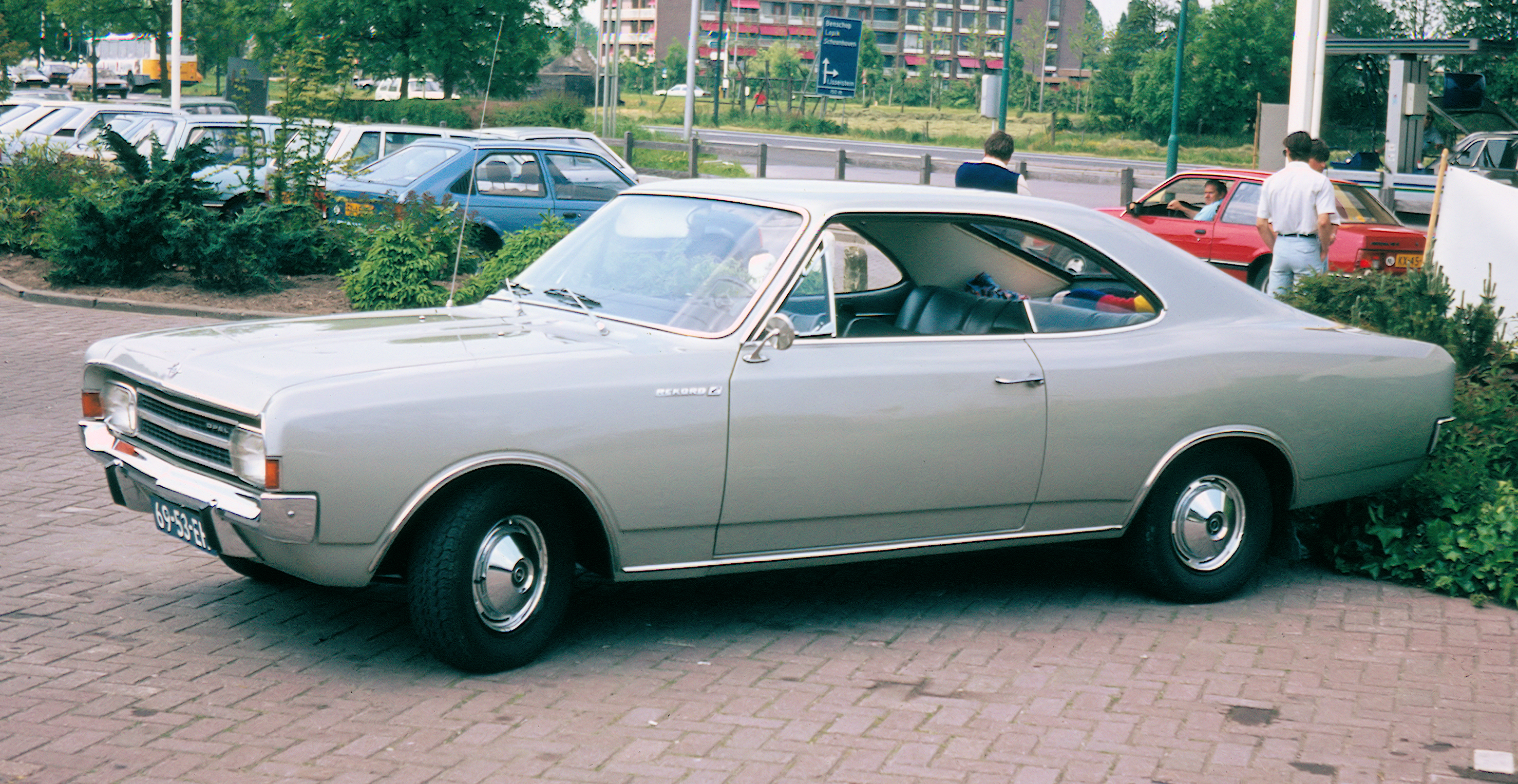
Купе
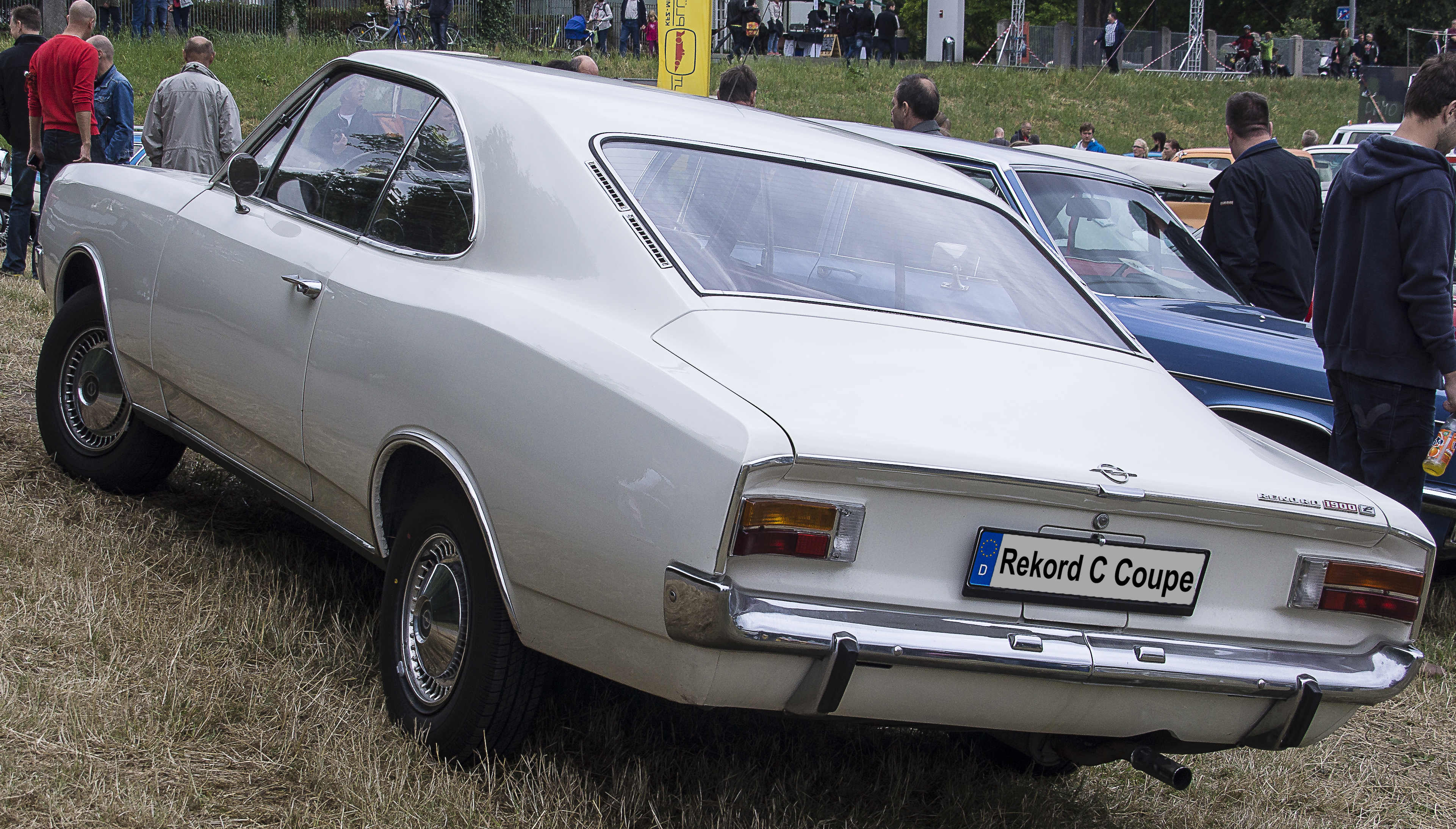
Купе. Вид сзади
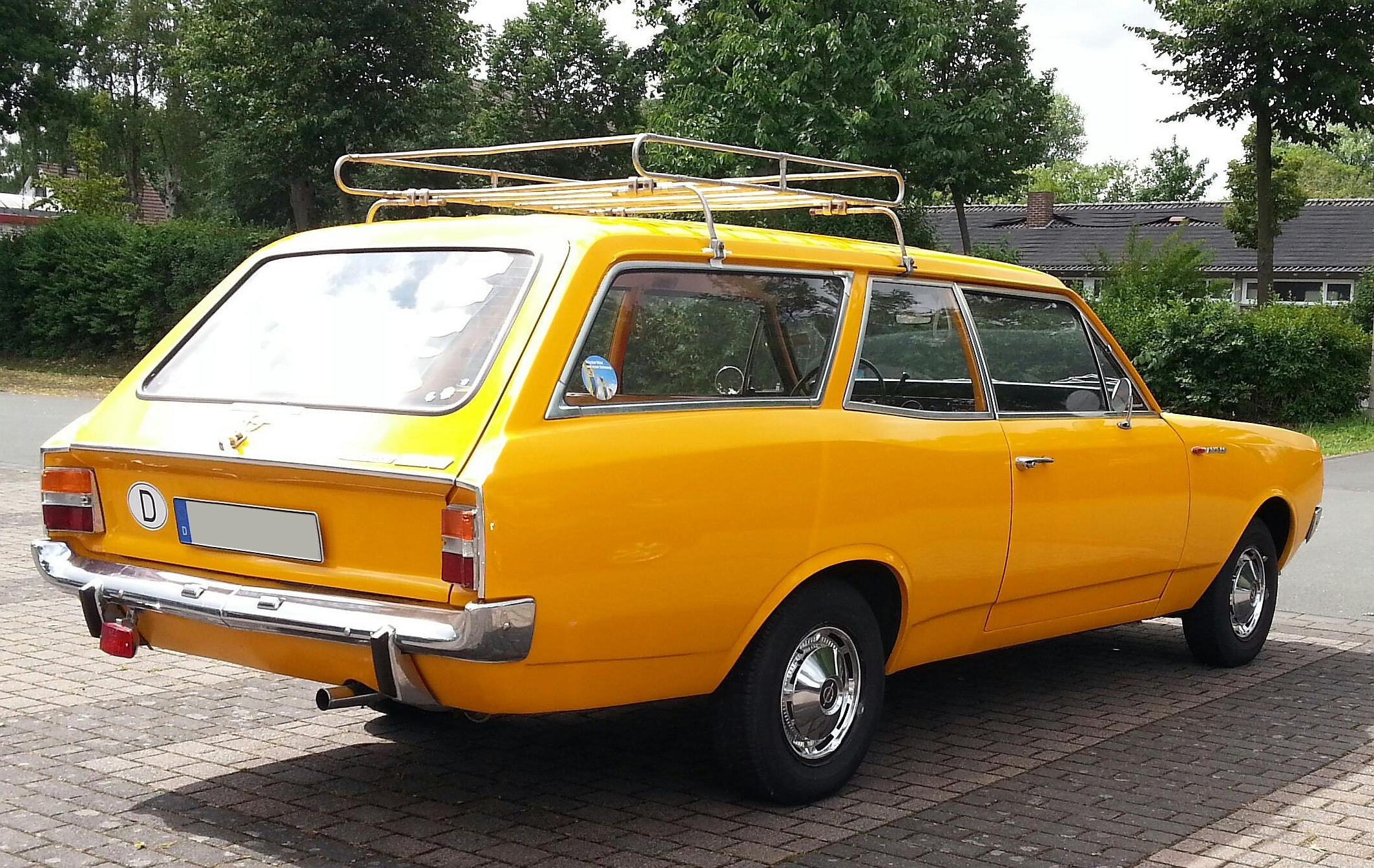
3-х дверный универсал
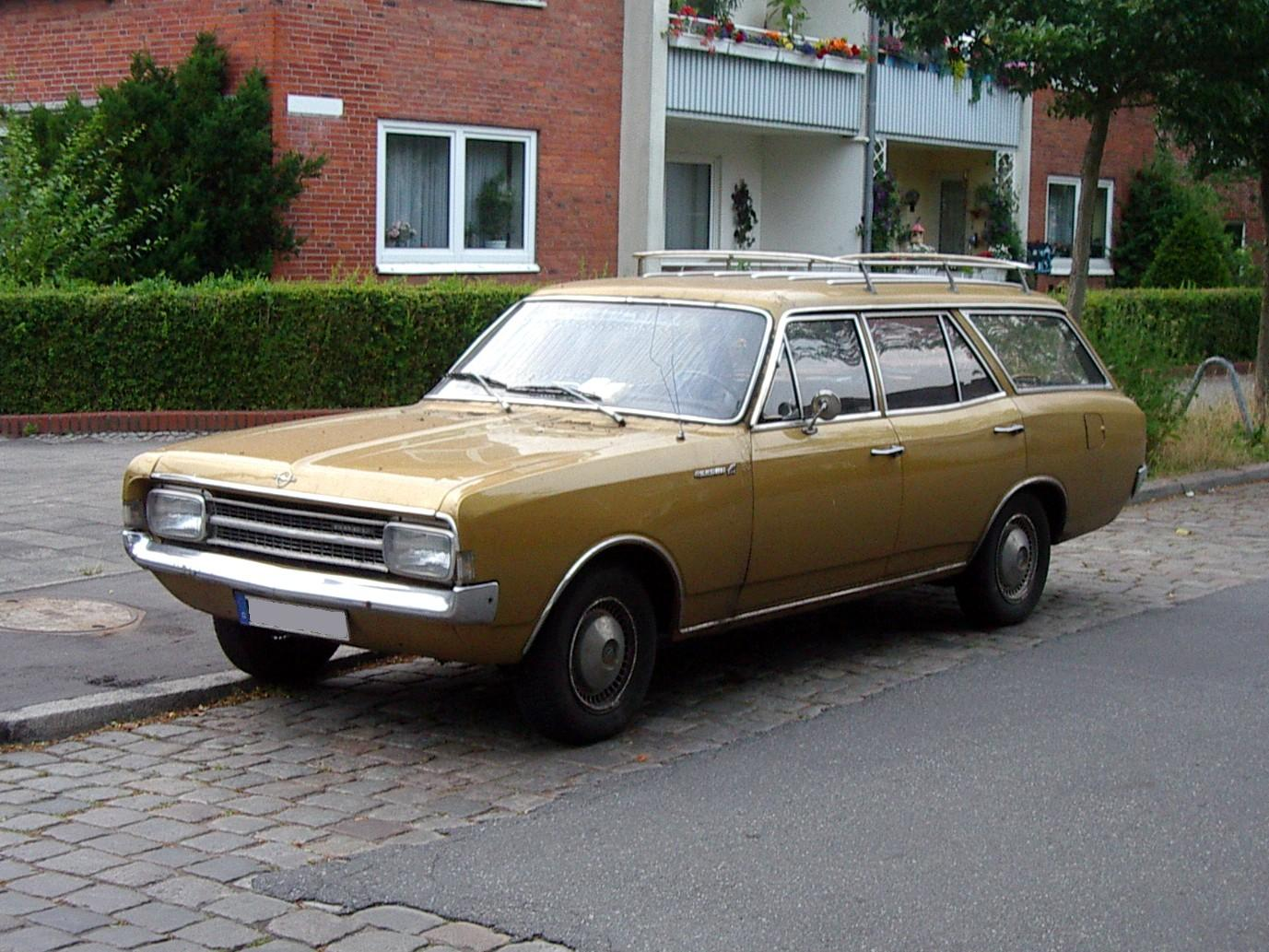
4-х дверный универсал
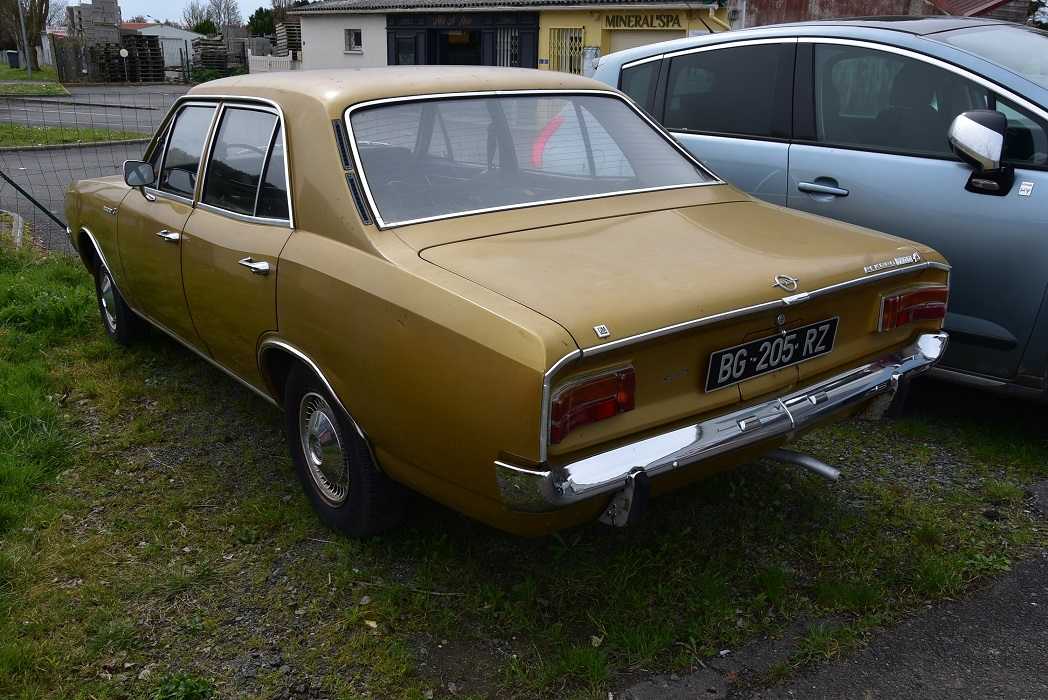
Opel Rekord C 1700 LS, золотой оттенок (1969 г.)

### Двигатели
Линейка двигателей, унаследованная от предыдущего поколения, включала в себя моторы серии 1500, 1700, 1700 S, 1900 и (до 1968 года) шестицилиндровый S 2200.
1500 был базовым двигателем с 1966 года и имел заявленную максимальную мощность в 58 л. с., которая в 1969 году была увеличена до 60 л. с. (44 кВт) за счёт замены старого карбюратора Carter License на карбюратор Solex. С двигателем 1700 Rekord C выдавал 66 л. с. (48 кВт). Существовавшая версия 1700 S, использовала тот же блок двигателя, но с карбюратором Solex 35 PDSI и увеличенной до 8,8 степенью сжатия.
Четырёхцилиндровый двигатель 1900 оснащался двухкамерным карбюратором Solex 32 DIDTA выдавал 90 л. с. (66 кВт) и устанавливался на самые мощные версии Rekord C. В 1967 году появилась спортивная модификация Rekord Sprint, она имела эксклюзивный двигатель 1900 H (два двухкамерных карбюратора, 106 л. с.), разгонявший её до 174 км/ч.

### Версии
В октябре в 1967 году в продаже появилась специальная версия Spar-Rekord по уценке, при условии только серого цвета кузова. В июле 1971 года был выпущен Rekord C Holiday, отличавшийся от базового Rekord C люком на крыше, дополнительными ходовыми фарами и системой обогрева заднего стекла.
Только в 1967 году выпускалась специальная модификация такси с удлинённой колёсной базой. Кроме того, ателье Karl Deutsch опять предлагало малосерийный кабриолет.
Во второй половине 1960-х годов в автомобильной промышленности начала появляться тенденция установки систем пассивной безопасности. Но так как в те годы не было обязательных требований к безопасности, на Opel Record С подголовники и ремни безопасности устанавливались как опция за дополнительную плату.

### Автомобили на базе Rekord C
С 1967 года на базе Rekord C выпускался Opel Commodore A с кузовами двух- и четырёхдверный седан и хардтоп-купе, оснащавшийся шестицилиндровыми двигателями в 2,2 и 2,5 литра. В Бразилии автомобиль выпускался под маркой Chevrolet Opala и Comodoro, но оснащался американскими шестицилиндровыми двигателями производства Chevrolet объёмом 2,5 и 4,1 литра. С несколькими рестайлингами эта модель выпускалась в Бразилии до 1992 года.
В 1970-е годы Rekord C выпускался в ЮАР под обозначением Ranger, а купе — Chevrolet SS. В Антверпене (Бельгия) Rekord C выпускался под обозначением Ranger для европейского рынка. Эта модель отличалась четырёхфарной системой головного освещения. Модельный ряд включал модификации Ranger 130 и Ranger 153. В 1970 году к ним добавились Ranger 1900 и Ranger 2500, а также спортивный вариант SS на базе Ranger 153. В ФРГ автомобиль стоил от 7,630 до 9,560 марок; Rekord Sprint — в 1967 году 9,775 марок.

## Rekord D / Rekord II
Opel Rekord D заменил Rekord C на конвейере Opel в Рюссельсхайме в последние недели 1971 года.
Передняя подвеска на двойных поперечных рычагах с винтовыми пружинами (типа Макферсон), имела стабилизатор поперечной устойчивости и телескопические амортизаторы. Задняя подвеска была оснащена четырьмя продольными рычагами, тягой Панара и винтовыми прогрессивными пружинами.
Rekord D был доступен как в базовой комплектации, так и в роскошной «Rekord L» и «Rekord Sprint» со спортивным оснащением. В сентябре 1974 года появилась комплектация «Berlina», в которой сильнее чем в «Rekord L» был сделан упор на комфорт.
Объём производства в миллион экземпляров Rekord D был отмечен лимитированной серией «Millionär» в золотом цвете, которая вышла в сентябре 1976 года. В качестве других специальных моделей весной 1977 года последовали версии «Maharadscha», «Hit» и «Sport».
В Бельгии автомобиль выпускался как Ranger 1700, 1900 и топовый Ranger 2500. В 1974 году на бельгийских моделях появился и 2,8-литровый двигатель. Однако, спросом семейство Ranger не пользовалось, и в 1976 году производство было прекращено. В ЮАР в этом кузове выпускали автомобили Chevrolet 2500, 3800 и 4100, последние два двигателя были рядными шестицилиндровыми, а автомобили с ними имели четыре круглые фары вместо двух прямоугольных.
За 6 лет производства было выпущено 1 128 196 автомобилей Opel Rekord D. За это время Rekord D прочно занял свою нишу на рынке автомобилей бизнес-класса в Северной Европе, также рассматриваясь как большой семейный автомобиль в Италии и Франции.

### Кузов
Новое поколение Rekord получило новый дизайн кузова с увеличенной площадью остекления и своеобразным намёком на изгиб Хофмайстера — из-за этого Rekord D имел схожие черты с BMW 5-й серии. Как и предшественник, Rekord D выпускался в трёх вариантах кузова: классический седан с двумя или четырьмя дверями, спортивное купе и универсал (Caravan) с тремя или пятью дверями. Силовой каркас кузова в боковинах и крыше был спроектирован так, чтобы в случае бокового удара или опрокидывания несущая часть кузова не деформировалась. Зоны деформации защищали водителя и пассажиров при фронтальном столкновении.

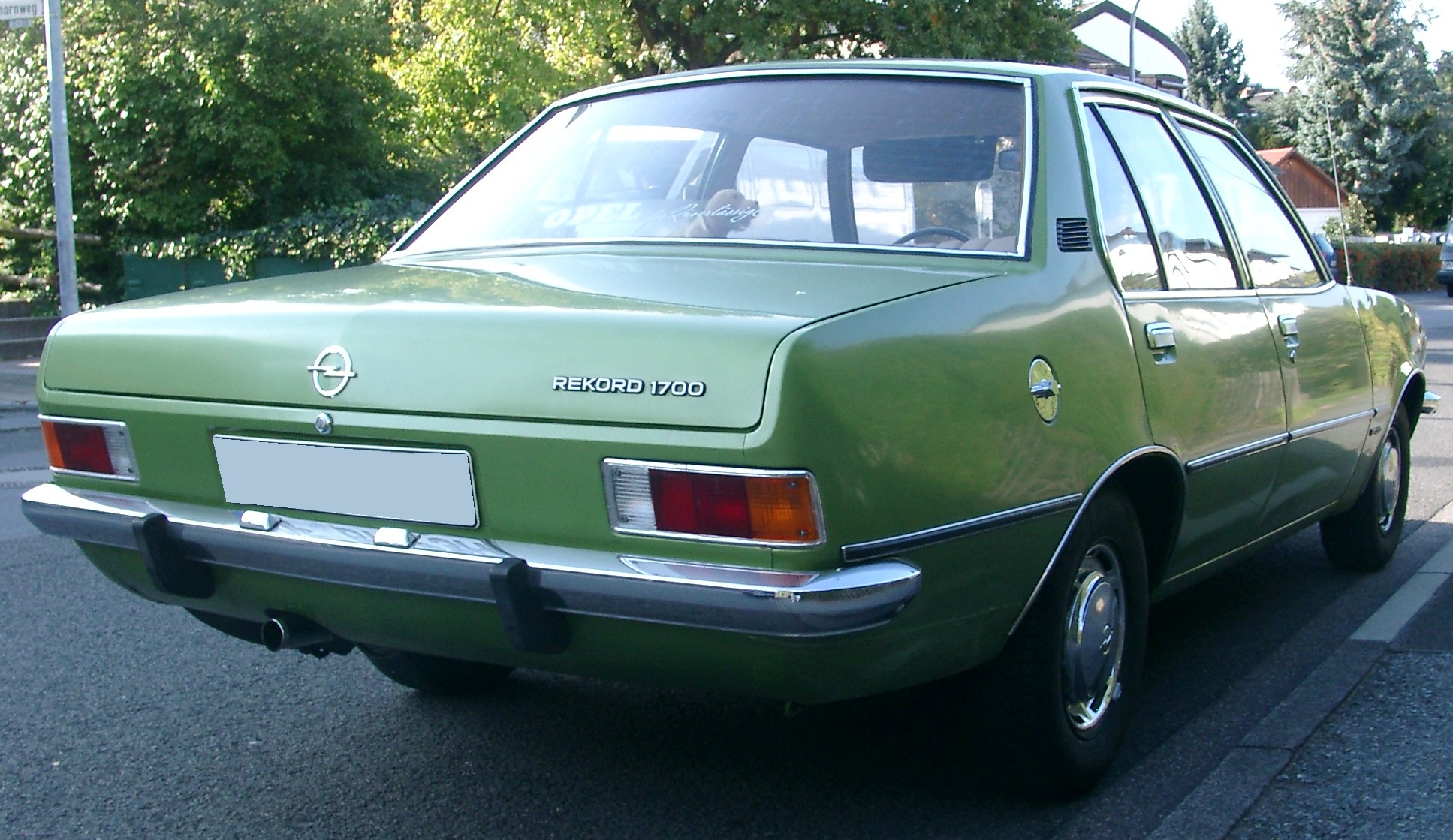
Седан. Вид сзади
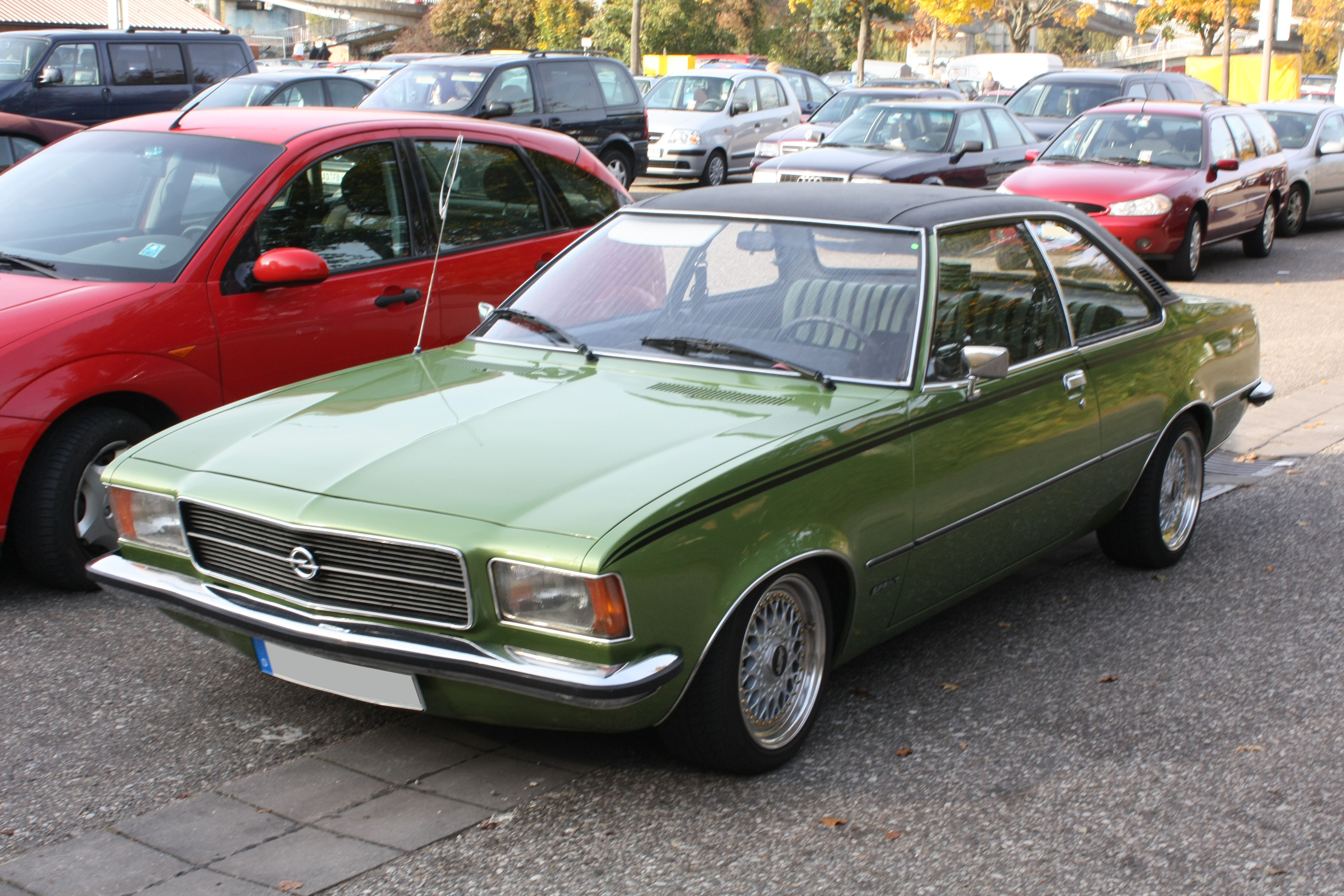
Opel Rekord Coupé 2000
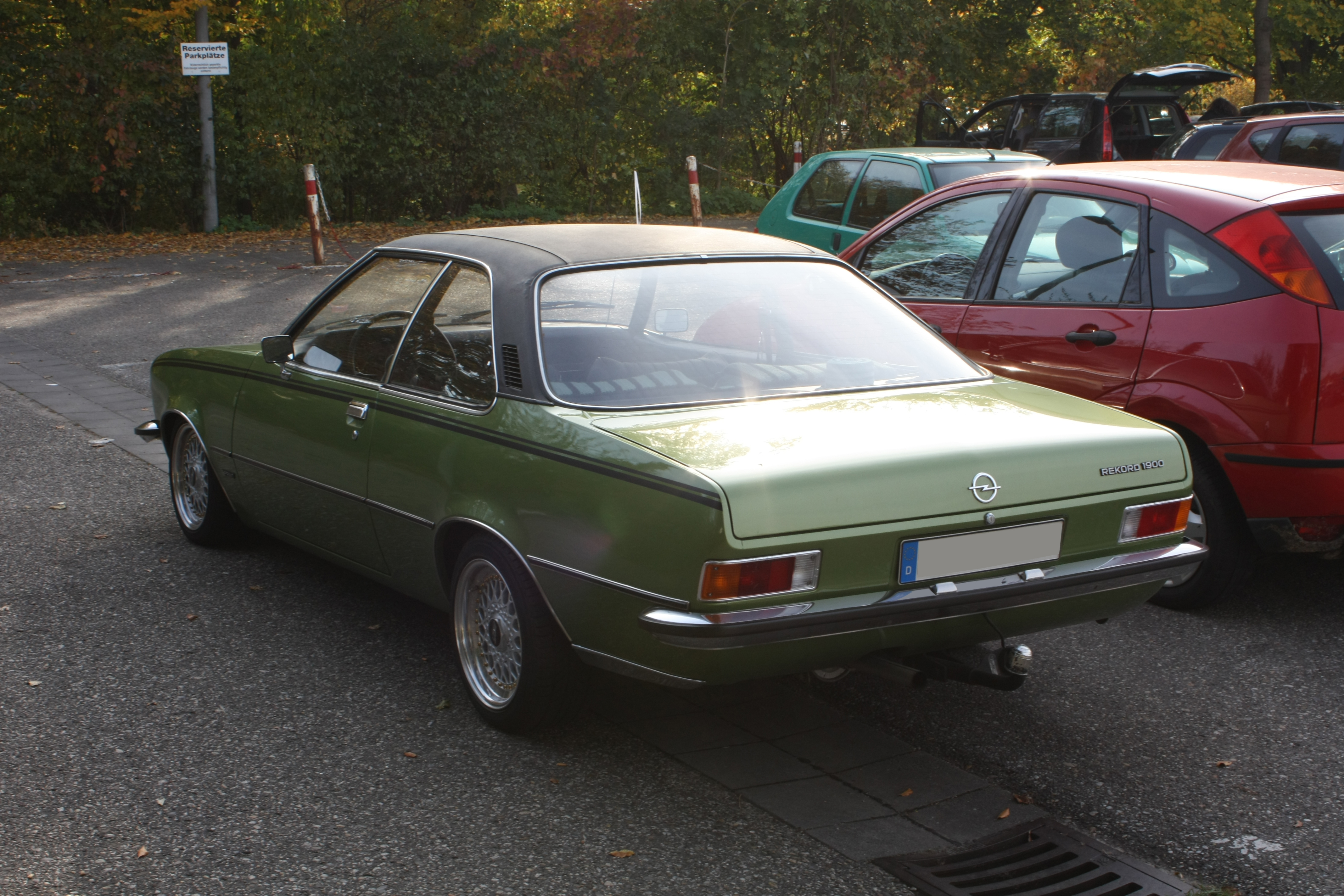
Купе. Вид сзади
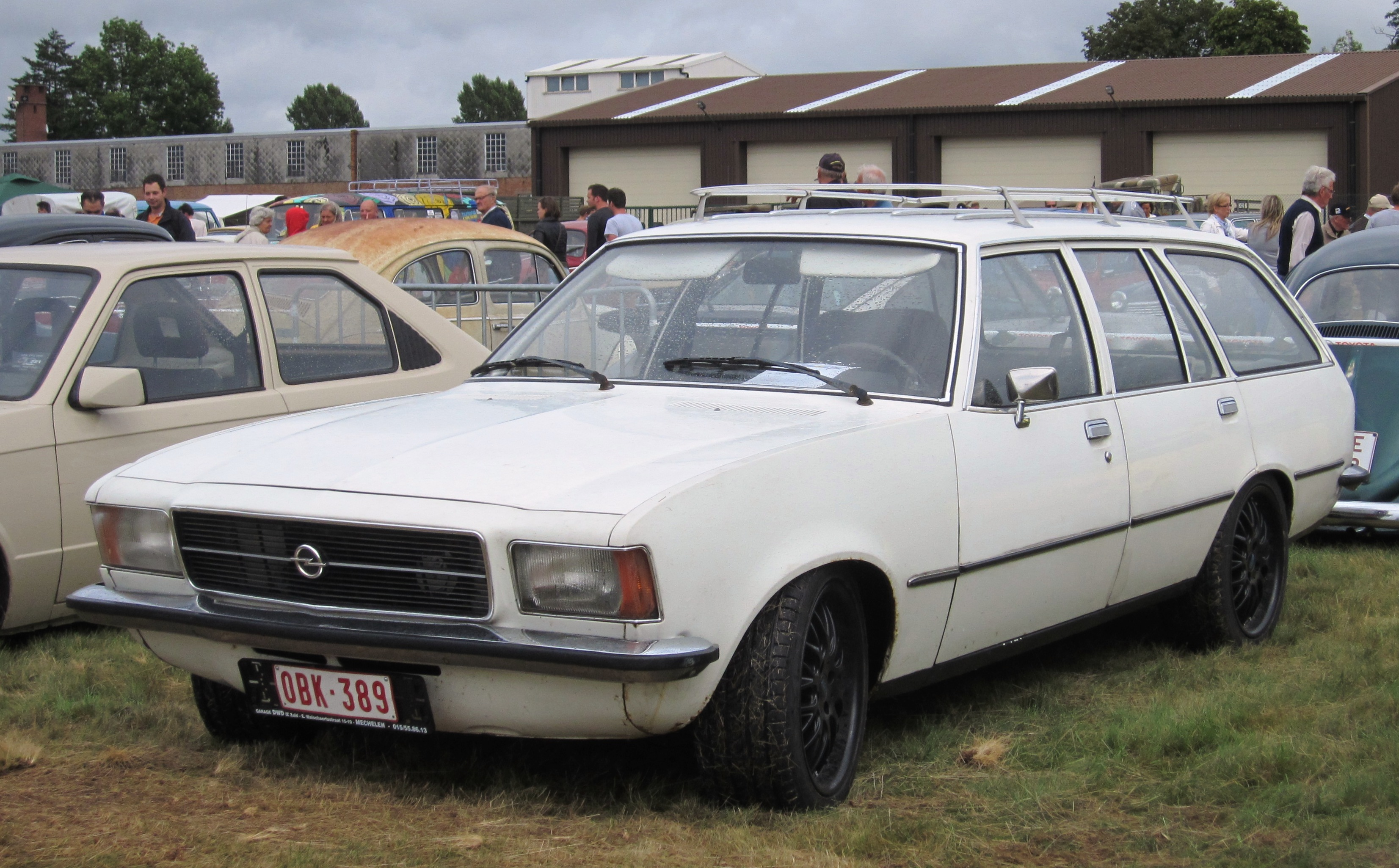
Opel Rekord Caravan (универсал)
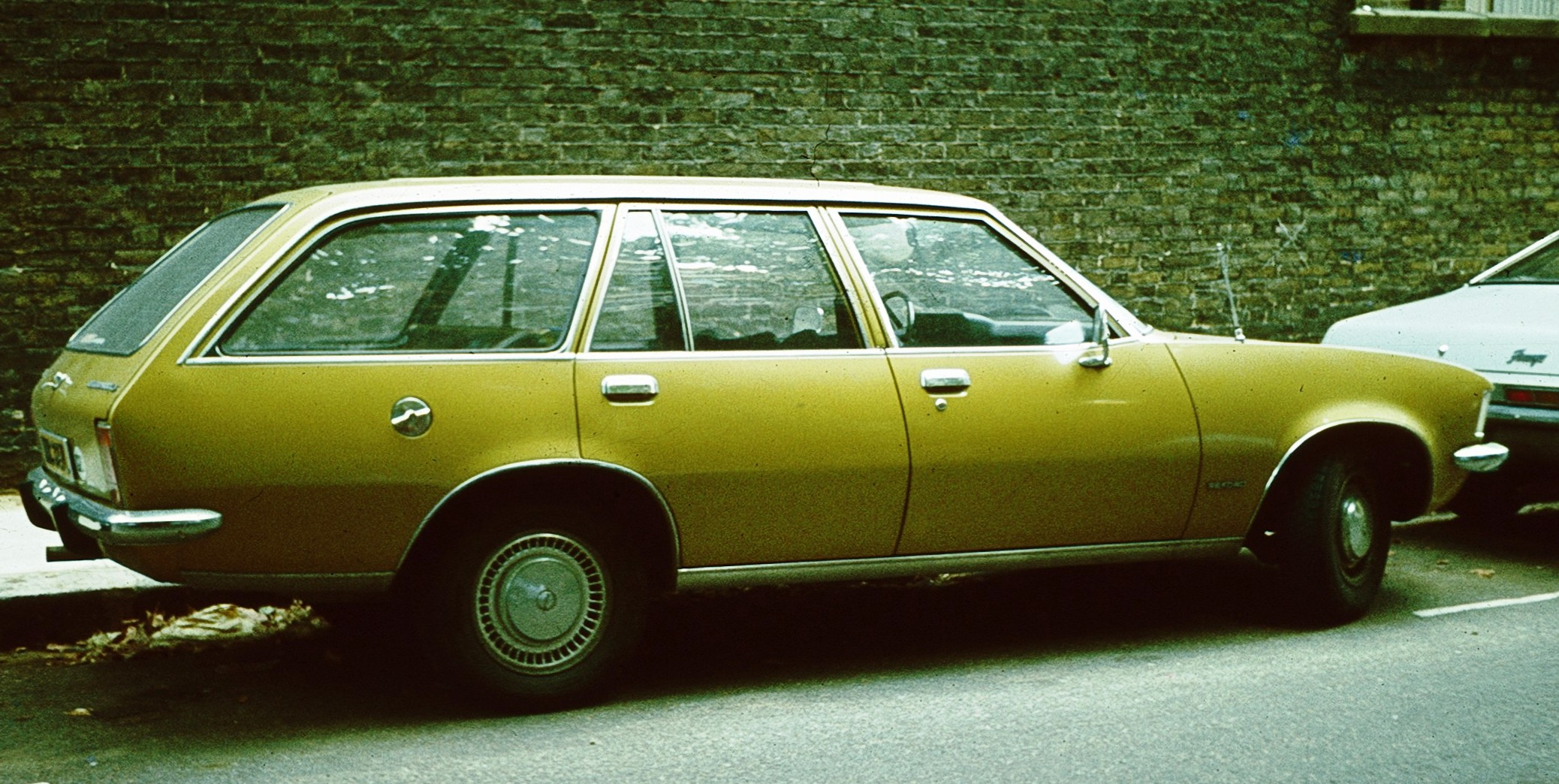
Универсал сбоку
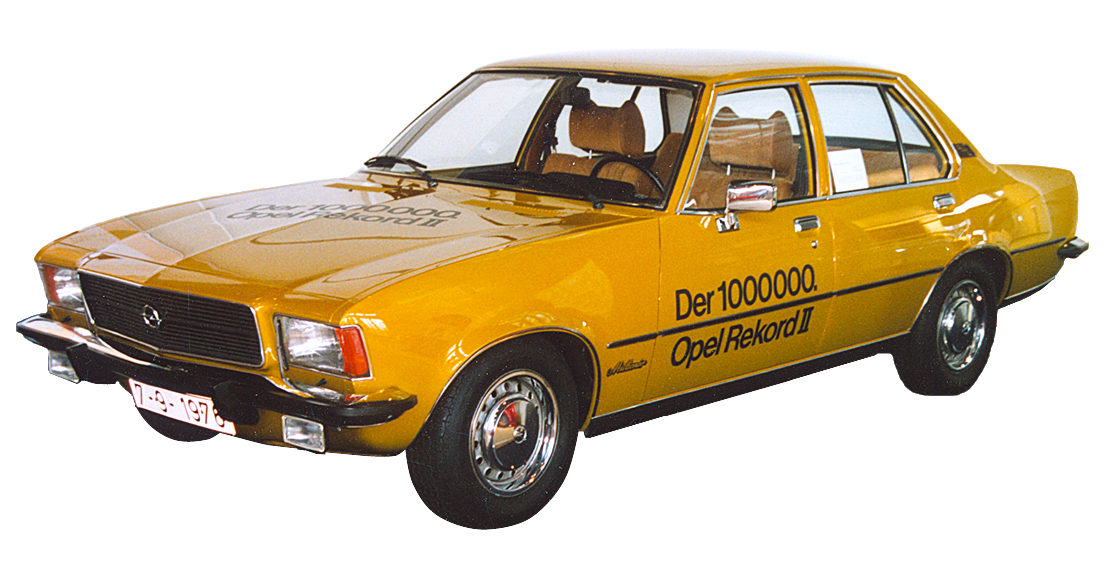
Миллионный выпущенный Opel Rekord

### Двигатели
Это поколение, в рекламе обозначенное как Rekord II, было крупнее предыдущих и снабжалось более мощными двигателями — 1897, 1698 и 2068 см³ (все четырёхцилиндровые, верхневальные). Так же использовался 2,1-литровый дизель (позднее 2,0 л.). Шестицилиндровые модификации были полностью вынесены в отдельную модель, Opel Commodore B.
Стандартной трансмиссией была механическая четырёхступенчатая КПП. На автомобилях ранних выпусков, за исключением купе, рычаг коробки передач был напольным. Однако существовали автомобили и с подрулевым рычагом коробки передач. По запросу также была доступна 3-ступенчатая АКПП модели TH-180.
В сентябре 1972 года впервые появился Opel Rekord D с дизельным двигателем. С помощью этой дизельной модели Opel рассчитывал конкурировать с дизельным Mercedes-Benz W116, использовавшийся в таксомоторных парках Западной Германии. Дизельный двигатель развивал мощность 60 л. с. и разгонял автомобиль до максимальной скорости 135 км/ч. Автомобили с таким двигателем обозначались как Rekord 2100 D. Opel GT Diesel с его аэродинамическим кузовом установил 18 международных и два мировых рекорда на испытательной трассе Opel в Дуденхофене.
В 1975 году в Западной Германии был принят закон о снижении концентрации свинца в бензине, поэтому автопроизводители стали дефорсировать двигатели для работы на бензине с более низким октановым числом. Инженеры Opel понизили степень сжатия на двигателе объёмом 1,9 литра модификации 1900S, мощность снизилась с 97 до 90 л. с. Тогда же появилась версия 1900, на которую ставился двигатель 1,9 л., выдававший 75 л. с.

### Трансмиссии
Стандартной трансмиссией была полностью синхронизированная механическая четырёхступенчатую коробка передач, управляемая на ранних автомобилях подрулевым рычагом переключения. Напольный рычаг переключения передач, именовавшийся как «Sport schaltung» (спортивное переключение передач), с самого начала был доступен на бензиновых автомобилях Rekord D, сначала в качестве дополнения за доплату, а затем стал базовым оснащением.

На все выпускавшиеся Rekord D, за исключением моделей с маломощными двигателями, была возможность установки трёхступенчатой автоматической коробки передач модели TH180, производившейся в Страсбурге.

## Rekord E
Впервые Rekord E1 был показан на Франкфуртском автосалоне в 1977 году. Rekord Е являлся глубокой модернизацией предыдущей модели D.
Проектирование кузова и его аэродинамическое сопротивление испытывалось на пластиковом макете масштабом 1:5. Пластиковый макет можно было беспроблемно менять, если обнаруживалось, что возникают нежелательные воздушные потоки. Поэтому E1 имел хорошие для тех лет коэффициент аэродинамического сопротивления, равный 0,447. Начиная с 1981 года, коэффициент можно было снизить до 0,414 с помощью спойлера.
Rekord E1 выпускался с 1977 по 1982 год и после модернизации с 1982 по 1986, соответственно, различают дорестайлинговый Rekord E1 и пострестайлинговый Е2. Всего выпущено 962,218 автомобилей. Также выпускались с платформой GM спортивные двух и трёхдверные модели. Спортивные трёх дверные универсалы класса Е. Почти 40 % выпущенных Е1 уходило на экспорт, так как модель оказалась очень популярна в странах Западной Европы. На выбор покупателей Rekord Е имел несколько уровней комплектации: S, Luxus, Berlina и Caravan Luxus.

### Типы кузовов
Самым распространённым типом кузова Rekord E был седан, который вмещал пятерых пассажиров. Седан выпускался как в двух, так и в четырёхдверном кузове. В те годы двухдверная версия Rekord не получила большого распространения, так как в Европе считалось, что для задних пассажиров должны быть собственные двери. Производство седанов составило 769 086 автомобилей, разделённых между 127 544 2-дверными автомобилями и 641 542 4-дверными автомобилями.

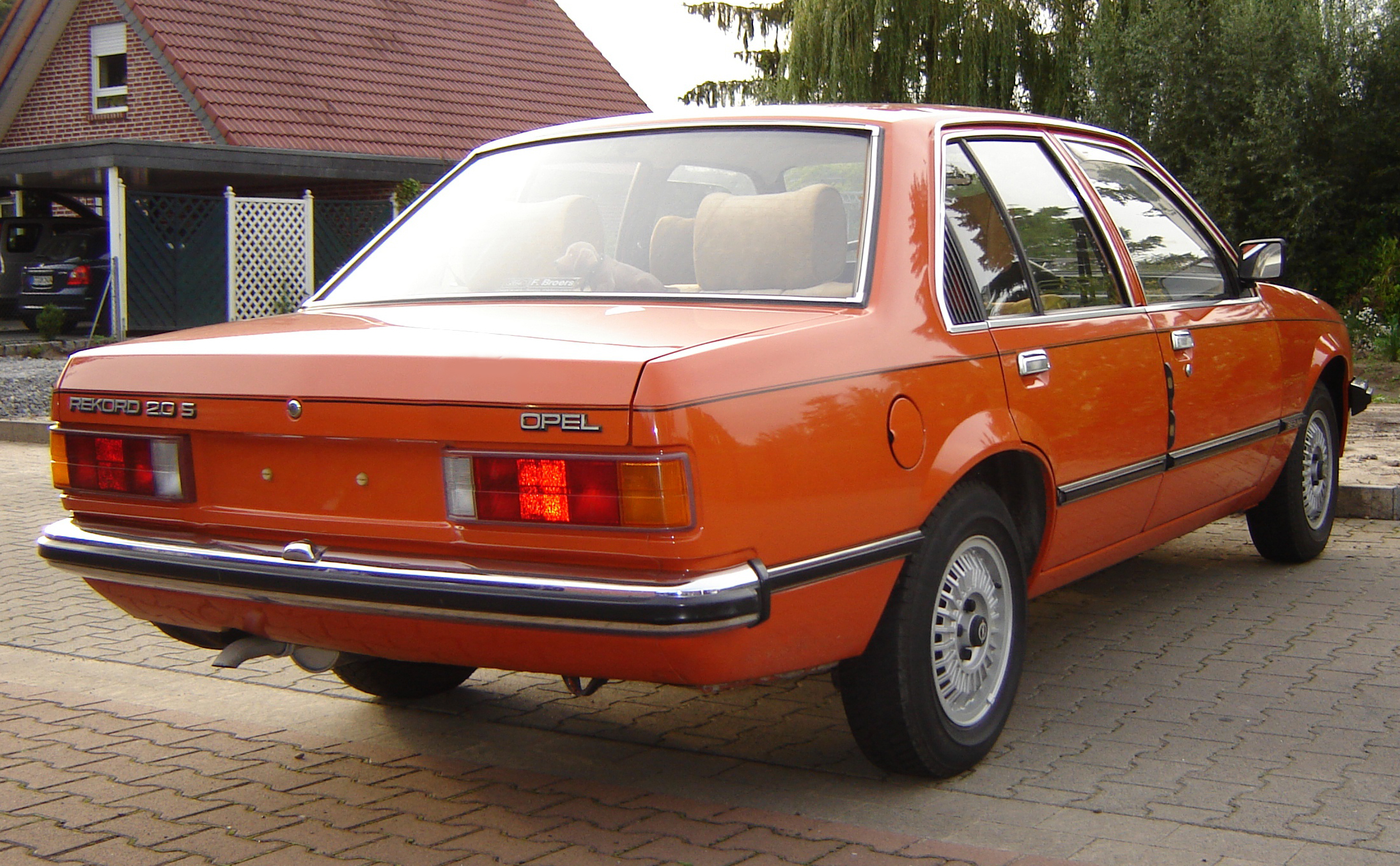
Седан сзади
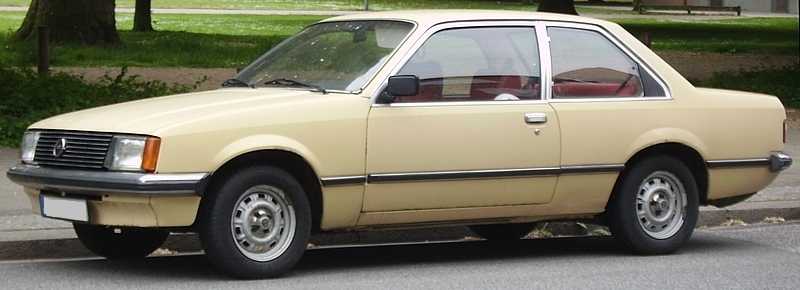
Двухдверный седан
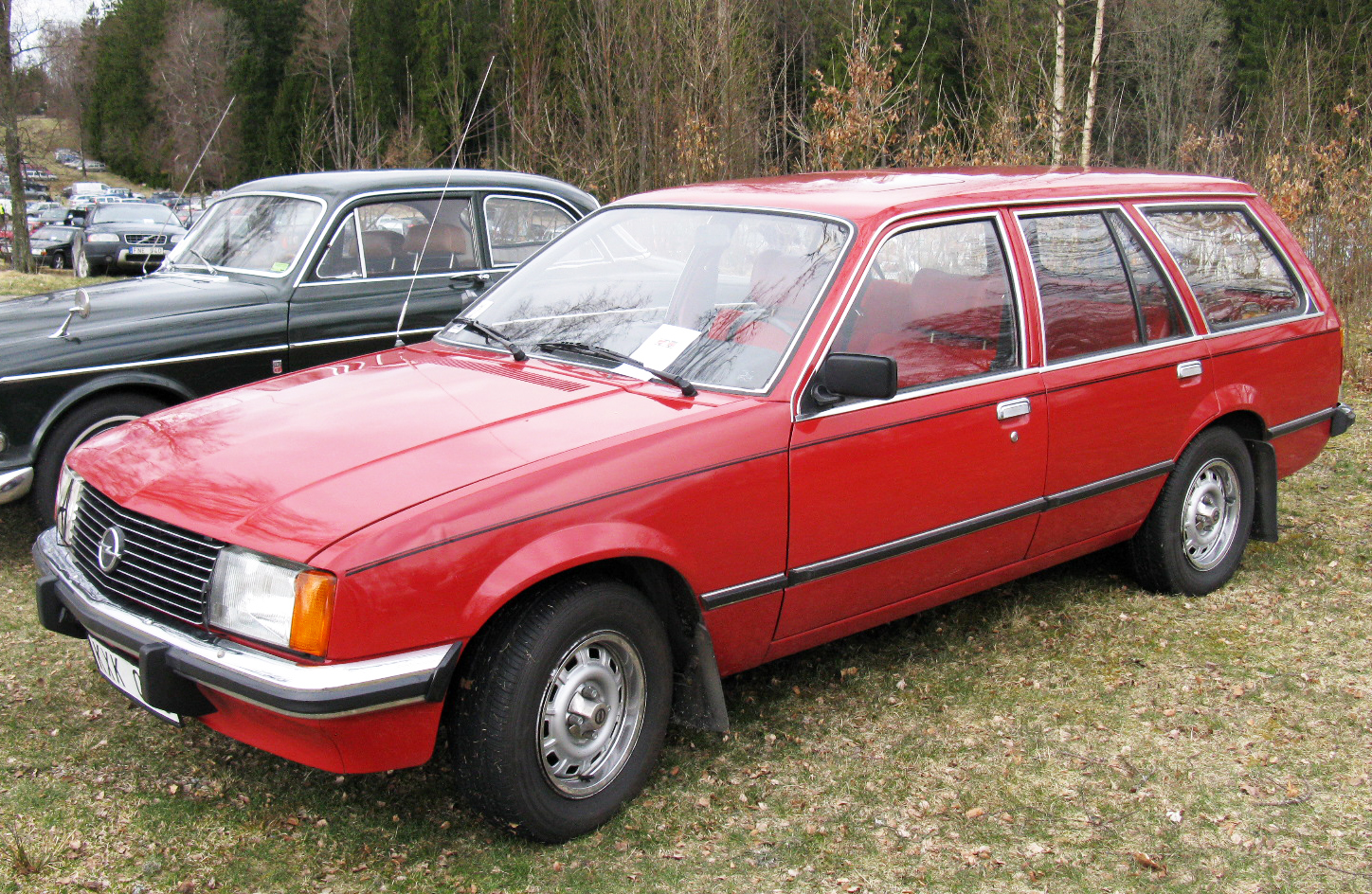
Opel Rekord E Caravan (универсал)
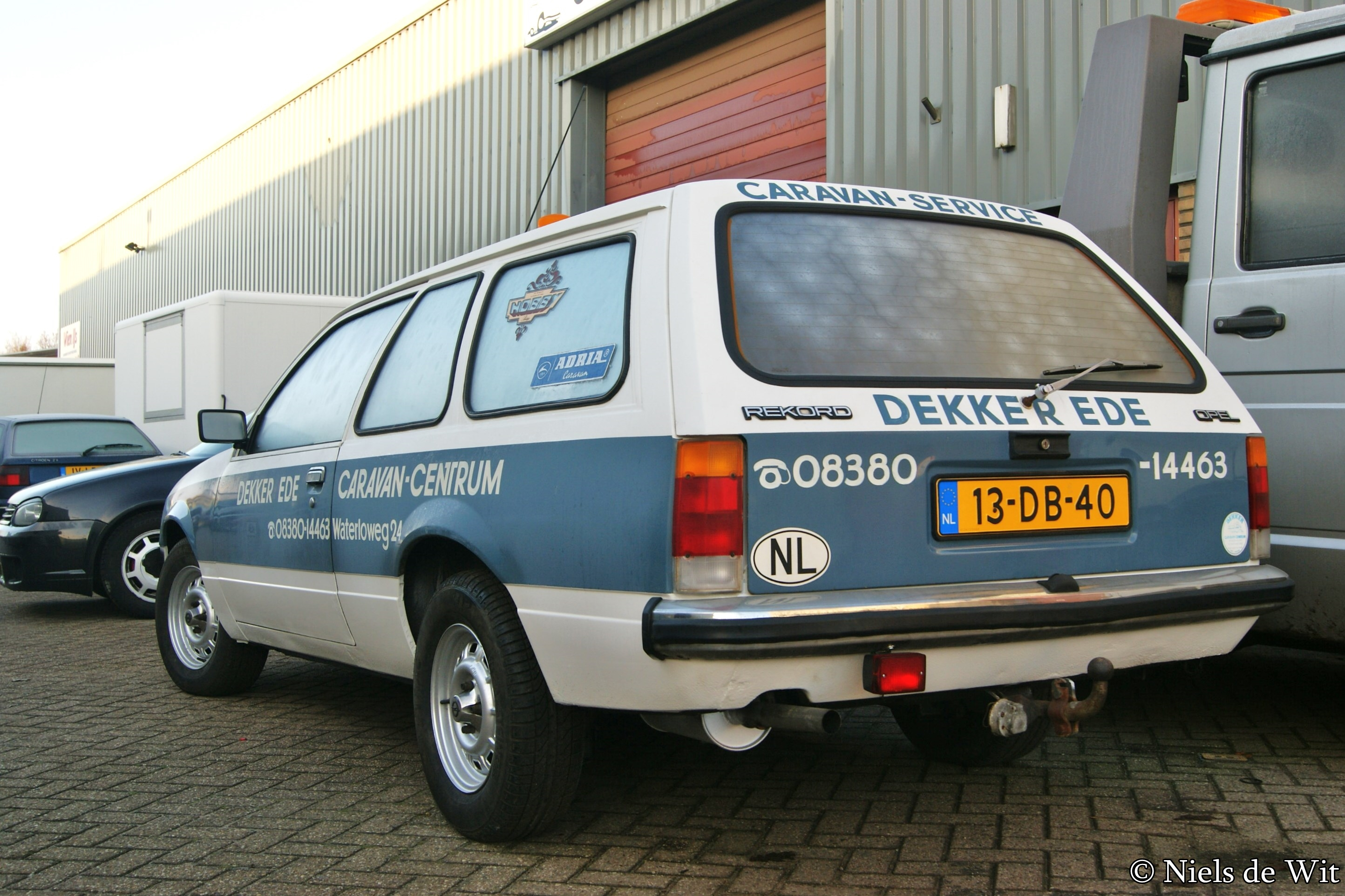
Трёхдверный фургон с окнами
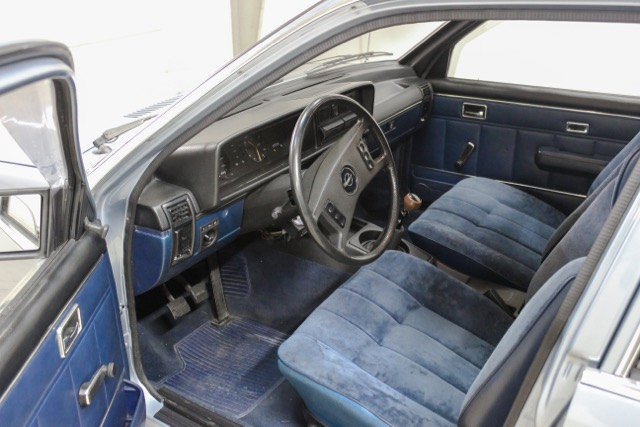
Салон
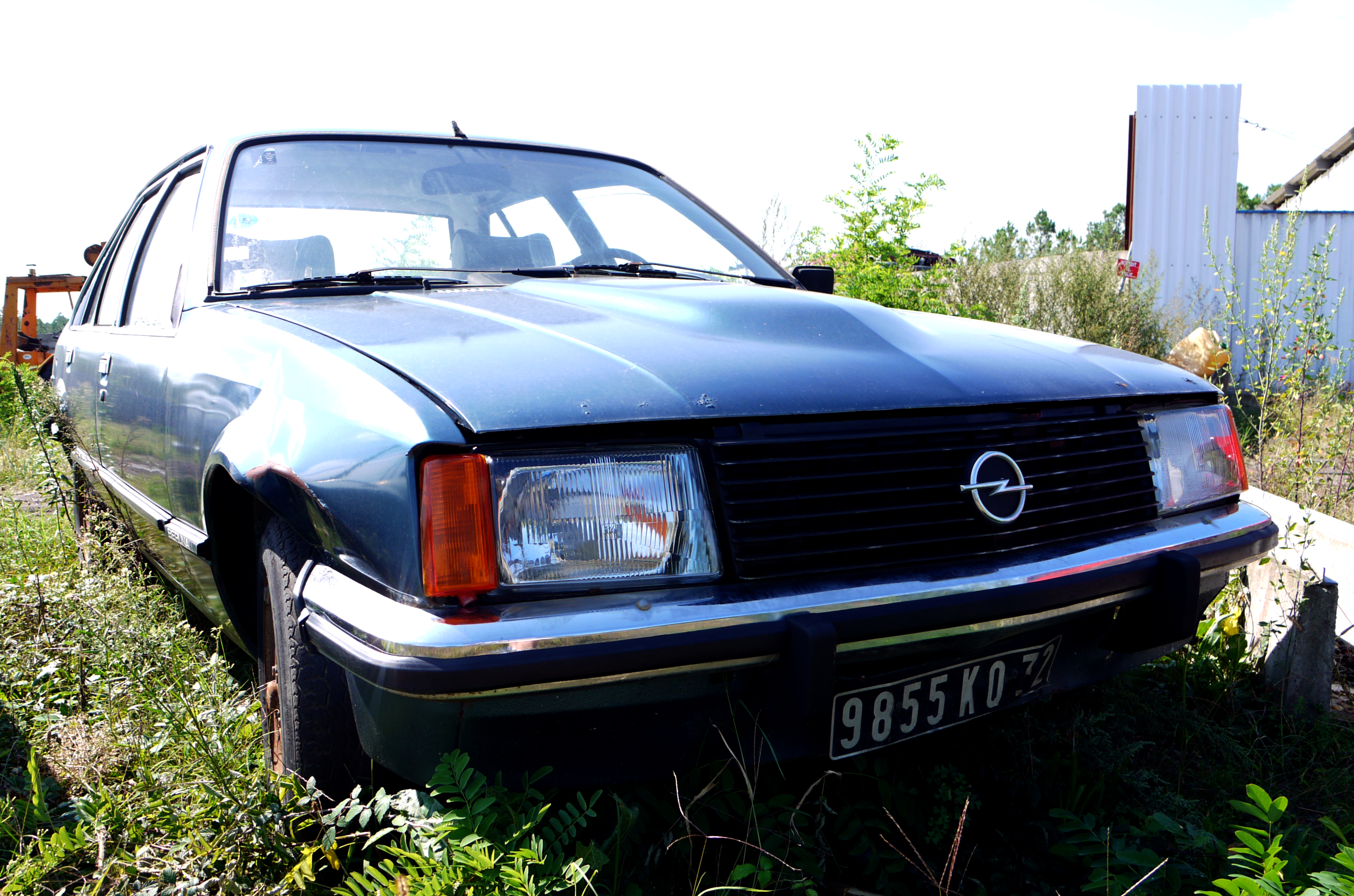
Opel Rekord 2.1 D. Отличительная черта дизельного Rekord — капот с выступом

Также выпускался трёхдверный фургон на базе универсала Rekord E, сочетавший в себе лёгкость управления легкового автомобиля с грузоподъёмностью небольшого коммерческого транспорта: он был во многом схож с универсалом, за исключением задних боковых стёкол, вместо которых были вставлены фальш-окна. Такой тип транспортного средства (легковой автомобиль с повышенной грузоподъёмностью) пользовался спросом среди предпринимателей многих стран из-за налоговых льгот. Всего было произведено 30 477 автомобилей Kasten-Lieferwagen (с нем. фургон для доставки) Opel Rekord E1. Фургон собирался в Индонезии (1980—1988 г.г.) с бензиновыми или дизельными 2-литровыми двигателями.
Количество выпущенных Opel Rekord E Caravan (универсал) составило 167 501 шт., из которых 26 652 были 3-дверными фургонами, а 140 849 — 5-дверными универсалами.

### Технические характеристики
Двигатели были бензиновые и дизельные имели рабочий объём 1979 и 2260 см³. Базовыми двигателями были 19N (75 л. с.) и менее мощный 17N (60 л. с.), оснащённые карбюраторами Varajet II. Эти двигатели имели низкую степень сжатия и поэтому могли ездить на топливе с низким октановым числом.
У модели E2 был вариант двигателя OHC объёмом 1800 см³, который в дальнейшем ставился на первые модификации Opel Omega. В Е1 были взяты практически неизменные двигатели предыдущей модели. Помимо карбюраторных двигателей, появился новый двигатель 20E (110 л. с.), оснащённый системой электронного впрыска Bosch L-Jetronic (с 1981 года система впрыска была заменена на LE-Jetronic).
Основной дизельный двигатель 2,1 л. (60 л. с.; 44 кВт), производившийся с 1972 года. Всего через год, в августе 1978 года, был представлен более крупный по объёму дизельный двигатель 65 л. с. (48 кВт). Однако вскоре двигатель 2,1 был снят с производства. Внешне дизельный Rekord Е можно было отличить от бензинового по крышке капота, которая имела длинный выступ по центру. В то время спрос на дизельные двигатели был значительно выше, чем на бензиновые. Обычно дизельные Rekord, оснащённые большими 2,3-литровым двигателями, были особенно популярны в странах Западной Европы.

### Opel Rekord Е2
В сентябре 1982 года Rekord Е подвергся серьёзной модернизации. Фактически Rekord Е2 являлся лишь модернизацией существующего поколения Opel Rekord E, но не отдельным поколением Rekord Е2.
Новый Rekord Е2 имел ту же самую платформу, что и E1. Следовательно, сердцевина кузова автомобиля осталась неизменной. Сильным изменениям подверглась форма передка, капот, фары, крылья и решётка радиатора стал иметь более плавный и обтекаемый вид. Сзади багажник стал на 20 мм выше, что улучшило аэродинамику, а также слегка увеличило объём багажника с 480 до 490 л. Сильно уменьшилось количество хромированных деталей, появились объёмные бампера. Более обтекаемая форма автомобиля позволила уменьшить зазоры между панелями на кузове автомобиля, немного улучшило аэродинамические характеристики, незначительно снизив расход топлива.

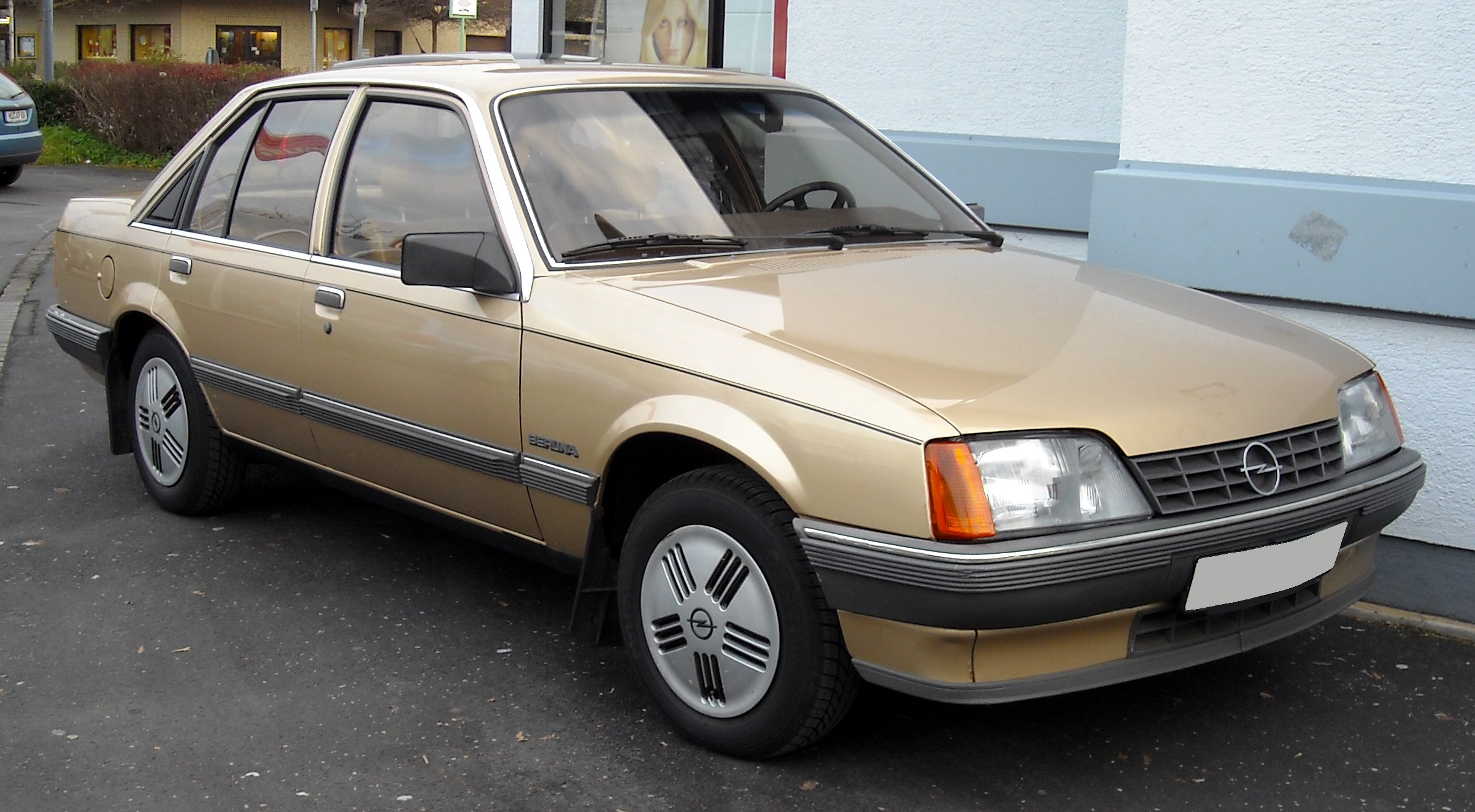
Седан спереди
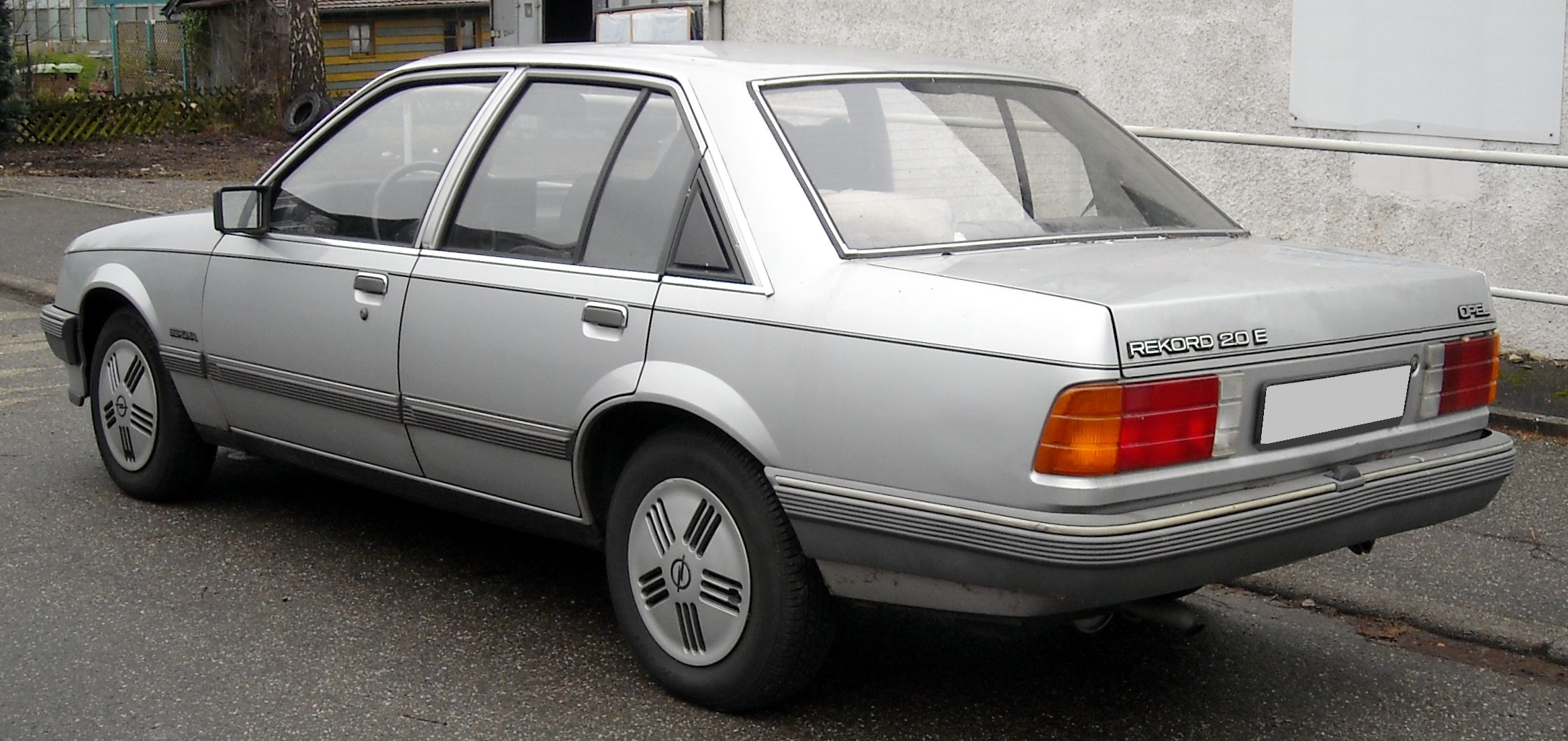
Сзади
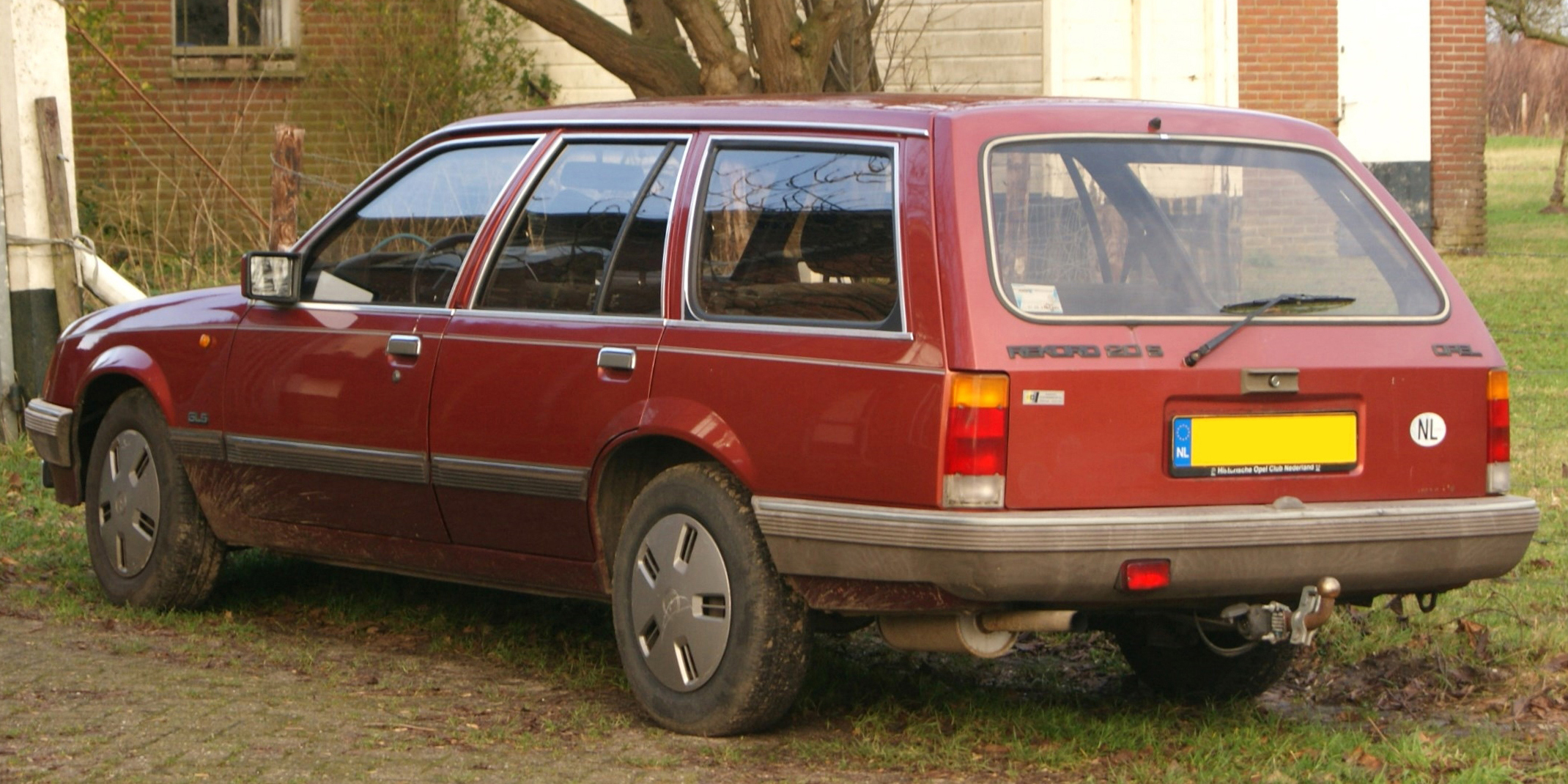
Универсал

Rekord E первоначально был доступен в трёх комплектациях: Standard, De Luxe и Berlina. Но уже в марте 1983 года появилась премиальная версия CD, которая заменила собой снятый с производства Opel Commodore. С появлением небольшого рестайлинга в 1985 году (введённой в июле 1984 года) поменялись и каталожные названия комплектаций: базовой стала LS, De Luxe стал GL, а Berlina стала GLS. Нетронутой осталась только CD.
Начиная с августа 1985 года Rekord Е2 стал доступен на внутреннем рынке Западной Германии с третьей версией двигателя объёмом 1,8 л., 100 л. с. (74 кВт) обозначавшийся как «1.8 i Kat». Этот двигатель имел систему впрыска топлива и каталитический нейтрализатор.

### Производство
В Австралии на базе удлинённого кузова этого поколения в 1978 году был создан автомобиль Holden Commodore VB, на него устанавливались двигатели I6 и V8.
В Южной Корее автомобиль выпускался как Daewoo Royale с несколько изменённым дизайном передка. Позднее на его же платформе была создана модель Daewoo Prince/ Daewoo Super Salon, выпускавшаяся до конца девяностых годов. В ЮАР автомобиль выпускался до 1982 года под маркой Chevrolet, позднее как Opel. Там Rekord E2 производили до начала 1990-х годов.
После того, как в начале 1990-х стал доступным массовый легальный ввоз иностранных автомобилей в СССР, немалое количество подержанных Opel Rekord появилось на улицах Москвы, Ленинграда и других крупных городов.